# Torneo Apertura 2024 Serie A de México
El Torneo Apertura 2024 de la Serie A de México, parte de la Segunda División de México llamada oficialmente Liga Premier, fue el 51.º torneo de la competencia correspondiente a la LXXV temporada de la categoría. Este torneo representó el regreso del formato de torneos cortos en la división, luego de una temporada que constó de un torneo largo.

## Sistema de competición
El sistema de competición de este torneo se desarrolla en dos fases:
- Fase de calificación: que se integra por las 14 jornadas del torneo regular. Durante esta ronda se enfrentarán los integrantes de sus respectivos grupos una vez, además de tres jornadas intergrupos en las que los clubes enfrentarán a dos clubes de otro sector y a un equipo de su mismo grupo.
- Fase final: que se integrará por los partidos de ida y vuelta en rondas de cuartos de final, semifinales y final.

### Fase de calificación
En la Fase de calificación se observa el sistema de puntos. La ubicación en la tabla general está sujeta a lo siguiente:
- Por juego ganado se obtienen tres puntos (Si el visitante gana por diferencia de 2 o más goles se lleva el punto extra).
- Por juego empatado se obtiene un punto (En caso de empate a 2 o más goles se juegan en penales el punto extra).
- Por juego perdido no se otorgan puntos.

El orden de los Clubes al final de la Fase de Calificación del Torneo corresponderá a la suma de los puntos obtenidos por cada uno de ellos y se presentará en forma descendente. Si al finalizar las 14 jornadas del Torneo, dos o más clubes estuviesen empatados en puntos, su posición en la Tabla general será determinada atendiendo a los siguientes criterios de desempate:
1. Mejor diferencia entre los goles anotados y recibidos.
2. Mayor número de goles anotados.
3. Marcadores particulares entre los Clubes empatados.
4. Mayor número de goles anotados como visitante.
5. Mejor ubicado en la Tabla general de cociente.
6. Tabla Fair Play.
7. Sorteo.

Para determinar los lugares que ocuparán los Clubes que participen en la Fase final del Torneo se tomará como base la TABLA DE COCIENTES.
Participarán automáticamente por el Título de Campeón de la Liga Premier Serie A los dos primeros lugares de cada grupo, además de los dos mejores terceros clasificados.

### Fase final

#### Fase final de Ascenso
La fase final de ascenso consta de las siguientes fases:
- Cuartos de final
- Semifinales
- Final

Los clubes vencedores en los partidos de Cuartos de final, Semifinales y Final de grupo serán aquellos que en los dos juegos anoten el mayor número de goles. De existir empate en el número de goles anotados, la posición se definirá a favor del Club con mejor desempeño en la temporada regular, lo que se determinará a través de la tabla de clasificación de cada uno de los dos grupos.
Los partidos correspondientes a la Fase final se jugarán obligatoriamente los días miércoles y sábado, y jueves y domingo eligiendo, en su caso, exclusivamente en forma descendente, los cuatro clubes mejor clasificados en la Tabla de cocientes al término de la jornada 14, el día y horario de su partido como local. Los siguientes cuatro clubes podrán elegir únicamente el horario.
El club vencedor de la Final y por lo tanto campeón, será aquel que en los dos partidos anote el mayor número de goles. Si al término del tiempo reglamentario el partido está empatado, se agregarán dos tiempos extras de 15 minutos cada uno. De persistir el empate en estos periodos, se procederá a lanzar tiros penales hasta que resulte un vencedor.
Los partidos de Cuartos de final se jugarán de la siguiente manera:
1° vs 8° 
2° vs 7° 
3° vs 6° 
En las Semifinales participarán el mejor equipo del grupo y los tres clubes vencedores de la Reclasificación, reubicándolos del uno al cuatro, de acuerdo a su mejor posición en la Tabla de cocientes al término de la jornada 14 del Torneo, enfrentándose:
2° vs 3°
Los dos ganadores de las semifinales disputarán la final de grupo para determinar al equipo que disputará la final nacional.
Disputarán el Título de Campeón del torneo, los dos clubes vencedores de la Fase Semifinal correspondiente, reubicándolos del uno al dos, de acuerdo a su mejor posición en la Tabla de cocientes al término de las 14 jornadas del Torneo.

#### Fase final de filiales
Los cuatro clubes calificados para cada liguilla del torneo serán reubicados de acuerdo con el lugar que ocupen en la tabla general de la temporada al término de la jornada 14, con el puesto del número uno al Club mejor clasificado, y así hasta el #4. Los partidos a esta Fase se desarrollarán a visita, en las siguientes etapas:
- Semifinales
- Final

Los clubes vencedores en los partidos de Cuartos de final y Semifinal serán aquellos que en los dos juegos anote el mayor número de goles. De existir empate en el número de goles anotados, la posición se definirá a favor del Club con mayor cantidad de goles a favor cuando actúe como visitante.
Si una vez aplicado el criterio anterior los clubes siguieran empatados, se observará la posición de los Clubes en la Tabla de cocientes.
Los partidos correspondientes a la Fase final se jugarán obligatoriamente los días miércoles y sábado, y jueves y domingo eligiendo, en su caso, exclusivamente en forma descendente, los dos clubes mejor clasificados en la Tabla de cocientes al término de la jornada 14, el día y horario de su partido como local. Los siguientes dos clubes podrán elegir únicamente el horario.
El club vencedor de la Final y por lo tanto campeón, será aquel que en los dos partidos anote el mayor número de goles. Si al término del tiempo reglamentario el partido está empatado, se agregarán dos tiempos extras de 15 minutos cada uno. De persistir el empate en estos periodos, se procederá a lanzar tiros penales hasta que resulte un vencedor.
En las Semifinales participarán los cuatro clubes mejor posicionados en la tabla general que tengan la condición de filiales, reubicándolos del uno al cuatro, de acuerdo a su mejor posición en la Tabla de cocientes al término de la jornada 14 del Torneo, enfrentándose:
2° vs 3°
Disputarán el Título de Campeón de la temporada, los dos clubes vencedores de la Fase Semifinal correspondiente, reubicándolos del uno al dos, de acuerdo a su mejor posición en la Tabla de cocientes al término de las 14 jornadas del Torneo.

## Cambios
- A partir de esta temporada se reintrodujo el sistema de dos torneos cortos por temporada.[3]
- Aguacateros CDU ascendió como campeón de la Serie B.[4]
- Acatlán F.C., Faraones de Texcoco y Tigres de Álica fueron ascendidos desde la Tercera División.[5][6]
- Tampico Madero ascendió a la Liga de Expansión MX tras ser certificado por las autoridades del circuito de plata del fútbol mexicano.[7]
- Agricultores de Guasave F.C. y Tapachula Soconusco F.C. entraron en la liga como equipos de expansión.[8][9]
- Cimarrones de Sonora "B" se convirtió en Cimarrones de Sonora tras la venta de la franquicia que el equipo tenía en la Liga de Expansión.[10]
- Cafetaleros de Chiapas desapareció tras la entrada de Jaguares de Chiapas en esta categoría, ya que el equipo felino no fue aceptado en la categoría de plata tras comprar la franquicia de Cimarrones de Sonora, en consecuencia la directiva del club decidió buscar llegar a esa división a través del ascenso deportivo.[11]
- Racing Porto Palmeiras fue renombrado Racing de Veracruz.[12]
- Escorpiones Zacatepec fue renombrado Zacatepec F.C.[13]
- Halcones de Zapopan cambió de propietarios, su nombre fue modificado a Halcones Fútbol Club y el equipo fue trasladado a Querétaro.[14]
- Los equipos Avispones de Chilpancingo y Deportivo Zitácuaro se integraron en la Serie A tras superar el proceso de certificación financiera y deportiva.[15][16]
- Club Calor fue recolocado en la Serie B de México.
- Los equipos C.F. Reynosa, Coras F.C. y Saltillo F.C. no tomaron parte de este año futbolístico.

### Durante el torneo
- A partir de la jornada 5 el club Petroleros de Salamanca estableció como su sede el Estadio El Molinito, debido a que el equipo no consiguió que los dueños del Estadio Olímpico sección 24 renovaran el permiso para seguir utilizando ese recinto,[17]por lo que el equipo se vio obligado a sus primeros dos partidos como local en el estadio ubicado en la sede de la Femexfut, localizado en Toluca, Estado de México mientras el club conseguía el permiso para jugar en el otro estadio salmantino.[18]
- A partir de la jornada 5 el Acatlán Fútbol Club cambió su sede a la Unidad Deportiva Gustavo Díaz Ordaz, localizada en Arandas, Jalisco debido a que el Estadio Miguel Hidalgo de Zapotlanejo, el cual había sido registrado la cancha local del club, fue afectado por el temporal de lluvias ocurrido en el país.[19]

## Equipos participantes

### Ascensos y descensos
| Pos | a la Serie B |
| --- | ------------ |
| 26º | Calor        |

| Pos | de la Serie B          |
| --- | ---------------------- |
| 1º  | Aguacateros CDU        |
| 6º  | C.D. Chilpancingo      |
| 12º | Zitácuaro              |
| Pos | de la Tercera División |
| 1º  | Faraones de Texcoco    |
| 2º  | Acatlán F.C.           |
| 3º  | Tigres de Álica        |

| Pos | de la Liga de Expansión MX |
| --- | -------------------------- |
| -   | Sin descensos              |

| Pos | a la Liga de Expansión MX |
| --- | ------------------------- |
| 1º  | Tampico Madero            |

### Equipos por Entidad Federativa
Se muestran las localizaciones en mapa de equipos de la Serie A de México 2023-24.
Para la temporada 2024-25, la entidad federativa de la República Mexicana con más equipos en la Serie A es Michoacán con cuatro equipos.
| Entidad Federativa  | N.º | Equipos                                                        |
| ------------------- | --- | -------------------------------------------------------------- |
| Michoacán           | 4   | Aguacateros CDU, Aguacateros de Peribán, La Piedad y Zitácuaro |
| Guanajuato          | 3   | Irapuato, Lobos ULMX y Petroleros de Salamanca                 |
| Jalisco             | 3   | Acatlán, Leones Negros B y Tecos                               |
| Chiapas             | 2   | Jaguares F.C. y Tapachula Soconusco                            |
| Estado de México    | 2   | Atlético Aragón y Faraones de Texcoco                          |
| Morelos             | 2   | Sporting Canamy y Zacatepec                                    |
| Nayarit             | 2   | Tigres de Álica y Tritones Vallarta                            |
| Quintana Roo        | 2   | Inter Playa y Pioneros de Cancún                               |
| Tamaulipas          | 2   | Gavilanes y UAT                                                |
| Veracruz            | 2   | Montañeses y Racing de Veracruz                                |
| Zacatecas           | 2   | Mineros de Fresnillo y UAZ                                     |
| Baja California     | 1   | Mexicali F.C.                                                  |
| Baja California Sur | 1   | Los Cabos United                                               |
| Colima              | 1   | Colima F.C.                                                    |
| Durango             | 1   | Durango                                                        |
| Guerrero            | 1   | Chilpancingo                                                   |
| Nuevo León          | 1   | Real Apodaca                                                   |
| Querétaro           | 1   | Halcones F.C.                                                  |
| Sinaloa             | 1   | Agricultores de Guasave                                        |
| Sonora              | 1   | Cimarrones de Sonora                                           |
| Yucatán             | 1   | Deportiva Venados                                              |

### Información sobre los equipos participantes
Lista de equipos participantes para la temporada 2024-25, dada conocer el 24 de julio de 2024.

#### Grupo 1
| Equipo                  | Entrenador         | Ciudad                         | Fundación      | Estadio                             | Capacidad | Filial               | Patrocinador           | Kit           |
| ----------------------- | ------------------ | ------------------------------ | -------------- | ----------------------------------- | --------- | -------------------- | ---------------------- | ------------- |
| Agricultores de Guasave | Christian Patiño   | Guasave, Sinaloa               | 2024 (1 años)  | Guasave 89                          | 9 000     |                      |                        | DONY          |
| Cimarrones de Sonora    | Valentín Arredondo | Hermosillo, Sonora             | 2013 (11 años) | Héroe de Nacozari                   | 18 747    |                      | PIPESO                 | Keuka         |
| Durango                 | Ricardo Rayas      | Durango, Durango               | 1997 (28 años) | Francisco Zarco                     | 18 000    |                      | #WeAreOne              | Keuka         |
| Leones Negros "B"       | Ricardo Jiménez    | Zapopan, Jalisco               | 2013 (11 años) | Club Deportivo U. de G.             | 3 000     | Leones Negros UDG    | Electrolit             | Sporelli      |
| Los Cabos United        | Edson Alvarado     | Los Cabos, Baja California Sur | 2022 (3 años)  | Complejo Deportivo Don Koll         | 3 500     |                      | Cabo Wabo              | Capelli Sport |
| Mexicali F.C.           | Omar Ramírez       | Mexicali, Baja California      | 2022 (3 años)  | Ciudad Deportiva Mexicali           | 5 000     |                      | Estructuras y Perfiles | Oqiqo         |
| Mineros de Fresnillo    | Isaac Martínez     | Fresnillo, Zacatecas           | 2007 (18 años) | Minera Fresnillo                    | 6 000     | Mineros de Zacatecas | Fresnillo              | Spiro         |
| Real Apodaca            | Omar Gómez         | Apodaca, Nuevo León            | 2023 (1 años)  | Centenario del Ejército Mexicano    | 2 000     |                      | Financiera Altitud     | Edcor         |
| Tecos                   | Jorge Hernández    | Zapopan, Jalisco               | 1971 (53 años) | Tres de Marzo                       | 18 779    |                      |                        | Marval        |
| Tigres de Álica         | Omar Ávila         | Tepic, Nayarit                 | 2021 (3 años)  | Nicolás Álvarez Ortega              | 12 495    |                      | Coca-Cola              | Marca propia  |
| Tritones Vallarta       | Juan Pablo Alfaro  | Puerto Vallarta, Jalisco       | 2021 (4 años)  | Ciudad Deportiva San José del Valle | 4 000     |                      |                        | Marval        |
| UAZ                     | Rubén Hernández    | Zacatecas, Zacatecas           | 1990 (35 años) | Carlos Vega Villalba                | 20 737    |                      | Fresnillo              | JAG           |

#### Grupo 2
| Equipo                  | Entrenador          | Ciudad                      | Fundación       | Estadio                               | Capacidad | Filial           | Patrocinador   | Kit          |
| ----------------------- | ------------------- | --------------------------- | --------------- | ------------------------------------- | --------- | ---------------- | -------------- | ------------ |
| Aguacateros CDU         | Edgar Tolentino     | Uruapan, Michoacán          | 2018 (6 años)   | Unidad Deportiva Hermanos López Rayón | 5 000     | Atlético Morelia | Agromich       | Keuka        |
| Aguacateros de Peribán  | Marco Angulo        | Peribán, Michoacán          | 2020 (4 años)   | Municipal de Peribán                  | 3 000     |                  | SAR Avocados   | Silver Sport |
| Colima F.C.             | Sergio Bueno        | Colima, Colima              | 2020 (5 años)   | Colima                                | 12 000    |                  | Forma Interior | Reator       |
| Gavilanes               | Raúl Salazar        | Matamoros, Tamaulipas       | 2011 (13 años)  | El Hogar                              | 22 000    |                  | KarzoGas       | Keuka        |
| Halcones F.C.           | Carlos Salcido      | Querétaro, Querétaro        | 2020 (4 años)   | Olímpico Alameda                      | 4 600     |                  | Axen Capital   | DONY         |
| Irapuato                | Víctor Medina       | Irapuato, Guanajuato        | 1911 (114 años) | Sergio León Chávez                    | 25 000    |                  | Healthy People | JAG          |
| La Piedad               | Arturo Espinoza INT | La Piedad, Michoacán        | 1951 (73 años)  | Juan N. López                         | 13 356    |                  | Grupo Bafar    | Silver Sport |
| Lobos ULMX              | Rowan Vargas        | Celaya, Guanajuato          | 2021 (4 años)   | Miguel Alemán Valdés                  | 23 182    | Celaya F. C.     | TVCuatro       | Keuka        |
| Petroleros de Salamanca | Andrés Garza        | Salamanca, Guanajuato       | 1959 (66 años)  | El Molinito                           | 2 500     |                  | TVCuatro       | Silver Sport |
| Sporting Canamy         | Francisco Tena      | Oaxtepec, Morelos           | 2003 (21 años)  | Centro Vacacional IMSS                | 9 000     |                  | LEON           | Marca propia |
| UAT                     | Jorge Dimas         | Ciudad Victoria, Tamaulipas | 1995 (30 años)  | Prof. Eugenio Alvizo Porras           | 5 000     | Correcaminos UAT |                | JAG          |
| Zacatepec               | Miguel Gutiérrez    | Zacatepec, Morelos          | 1948 (77 años)  | Agustín Coruco Díaz                   | 24 313    |                  |                | Sporelli     |

#### Grupo 3
| Equipo                   | Entrenador          | Ciudad                         | Fundación      | Estadio                       | Capacidad | Patrocinador         | Kit          |
| ------------------------ | ------------------- | ------------------------------ | -------------- | ----------------------------- | --------- | -------------------- | ------------ |
| Acatlán F.C.             | José Casillas       | Arandas, Jalisco               | 2016 (8 años)  | U.D. Gustavo Díaz Ordaz       | 2 000     | Jabain               | Romed        |
| Atlético Aragón          | Juan Carlos Moreno  | Cuautitlán, Estado de México   | 2016 (9 años)  | Los Pinos                     | 5 000     | AICCON               | Marca propia |
| C.D. Chilpancingo        | Sebastián Lencina   | Chilpancingo, Guerrero         | 1988 (37 años) | General Vicente Guerrero      | 5 000     | Gasolineras Also     | JAG          |
| Deportiva Venados        | Alfredo García      | Tamanché, Yucatán              | 2014 (10 años) | Alonso Diego Molina           | 2 500     |                      | Foursport    |
| Faraones de Texcoco      | Francisco Cisneros  | Texcoco, Estado de México      | 2017 (7 años)  | Municipal Claudio Suárez      | 5 000     | Turmar               | Real Sport   |
| Inter Playa              | Nicolás Burtovoy    | Playa del Carmen, Quintana Roo | 1999 (26 años) | Mario Villanueva Madrid       | 7 500     | Playa del Carmen     | Foursport    |
| Jaguares F.C.            | Alfredo Durán       | Tuxtla Gutiérrez, Chiapas      | 2002 (22 años) | Víctor Manuel Reyna           | 29 001    |                      | Atlética     |
| Montañeses               | Víctor Hernández    | Orizaba, Veracruz              | 2021 (3 años)  | Socum                         | 7 000     | Schettino            | Silver Sport |
| Pioneros de Cancún       | Víctor Téllez       | Cancún, Quintana Roo           | 1984 (41 años) | Cancún 86                     | 6 390     |                      | Kaan Sports  |
| Racing de Veracruz       | Alejandro Pérez     | Boca del Río, Veracruz         | 2023 (2 años)  | Unidad Deportiva Hugo Sánchez | 1 500     |                      | Joma         |
| Tapachula Soconusco F.C. | Carlos Gómez        | Tapachula, Chiapas             | 2023 (1 años)  | Olímpico de Tapachula         | 21 010    | Madererías Los Pinos | JAG          |
| Zitácuaro                | Mario Alberto Trejo | Heroica Zitácuaro, Michoacán   | 1995 (30 años) | Ignacio López Rayón           | 10 000    | Grupo Orihuela       | BS           |

### Cambios de entrenadores
| Equipo                  | Entrenador (Jornadas)       | Fecha de vacante         | Tipo de salida                | Pos. | Entrenador entrante | Fecha de nombramiento    |
| ----------------------- | --------------------------- | ------------------------ | ----------------------------- | ---- | ------------------- | ------------------------ |
| Tigres de Álica         | Omar Ávila (1 - 4)          | 30 de septiembre de 2024 | Mutuo acuerdo                 | 6º   | Hugo López INT      | 30 de septiembre de 2024 |
| La Piedad               | José Roberto Muñoz (1 - 7)  | 17 de octubre de 2024    | Despedido                     | 19º  | Arturo Espinoza INT | 17 de octubre de 2024    |
| Racing de Veracruz      | Martín Calderón (1 - 7)     | 18 de octubre de 2024    | Cambio de puesto en el equipo | 10º  | Alejandro Pérez     | 18 de octubre de 2024    |
| Agricultores de Guasave | Aquivaldo Mosquera (1 - 9)  | 27 de octubre de 2024    | Despedido                     | 23º  | Christian Patiño    | 28 de octubre de 2024    |
| Faraones de Texcoco     | Francisco Cisneros (1 - 12) | 22 de noviembre de 2024  | Renuncia                      | 20º  | TBA                 | TBA                      |

## Torneo Regular
- Horarios en tiempo local.
- Calendario disponible en la página oficial de la competencia.

| Jornada 1               | Jornada 1     | Jornada 1               | Jornada 1                        | Jornada 1        | Jornada 1 | Jornada 1    | Jornada 1  | Jornada 1 | Jornada 1 | Jornada 1 |
| Grupo A                 | Grupo A       | Grupo A                 | Grupo A                          | Grupo A          | Grupo A   | Grupo A      | Grupo A    | Grupo A   | Grupo A   | Grupo A   |
| Local                   | Resultado     | Visitante               | Estadio                          | Fecha            | Hora      | Espectadores | Amonestado | Expulsado |           |           |
| ----------------------- | ------------- | ----------------------- | -------------------------------- | ---------------- | --------- | ------------ | ---------- | --------- | --------- | --------- |
| Cimarrones de Sonora    | 0 - 0         | UAZ                     | Héroe de Nacozari                | 6 de septiembre  | 19:00     | 250          | 4          | 0         |           |           |
| Tigres de Álica         | 1 - 0         | Mexicali F.C.           | Nicolás Álvarez Ortega           | 7 de septiembre  | 16:00     | 1 500        | 7          | 2         |           |           |
| Tritones Vallarta       | 1 - 1         | Durango                 | C.D. San José del Valle          | 7 de septiembre  | 17:00     | 300          | 3          | 0         |           |           |
| Agricultores de Guasave | 2 - 0         | Leones Negros "B"       | Guasave 89                       | 7 de septiembre  | 19:00     | 1 000        | 1          | 1         |           |           |
| Los Cabos United        | 0 - 1         | Tecos                   | Don Koll                         | 5 de noviembre   | 20:00     | 300          | 6          | 1         |           |           |
| Real Apodaca            | 2 - 1         | Mineros de Fresnillo    | Centenario del Ejército Mexicano | 6 de noviembre   | 16:00     | 150          | 7          | 0         |           |           |
| Grupo B                 |               |                         |                                  |                  |           |              |            |           |           |           |
| Local                   | Resultado     | Visitante               | Estadio                          | Fecha            | Hora      | Espectadores | Amonestado | Expulsado |           |           |
| Aguacateros de Peribán  | 2 - 0         | Petroleros de Salamanca | Municipal de Peribán             | 7 de septiembre  | 16:00     | 300          | 4          | 0         |           |           |
| Zacatepec               | 0 - 0         | Halcones F.C.           | Agustín Coruco Díaz              | 7 de septiembre  | 17:00     | 1 000        | 2          | 0         |           |           |
| Irapuato                | 1 - 0         | UAT                     | Sergio León Chávez               | 7 de septiembre  | 17:00     | 4 000        | 3          | 0         |           |           |
| Lobos ULMX              | 1 - 1         | Aguacateros CDU         | Miguel Alemán Valdés             | 7 de septiembre  | 18:00     | 80           | 5          | 0         |           |           |
| Gavilanes               | (3) 2 - 2 (2) | La Piedad               | El Hogar                         | 7 de septiembre  | 19:30     | 3 000        | 6          | 0         |           |           |
| Sporting Canamy         | 5 - 2         | Colima F.C.             | Centro Vacacional IMSS           | 18 de septiembre | 17:00     | 500          | 4          | 0         |           |           |
| Grupo C                 |               |                         |                                  |                  |           |              |            |           |           |           |
| Local                   | Resultado     | Visitante               | Estadio                          | Fecha            | Hora      | Espectadores | Amonestado | Expulsado |           |           |
| Pioneros de Cancún      | 1 - 0         | Racing de Veracruz      | Cancún 86                        | 7 de septiembre  | 16:00     | 800          | 7          | 0         |           |           |
| Deportiva Venados       | 1 - 2         | Inter Playa             | Alonso Diego Molina              | 7 de septiembre  | 16:00     | 1 000        | 2          | 0         |           |           |
| Zitácuaro               | 0 - 0         | C.D. Chilpancingo       | Ignacio López Rayón              | 7 de septiembre  | 17:00     | 409          | 6          | 5         |           |           |
| Tapachula Soconusco     | (3) 2 - 2 (4) | Faraones de Texcoco     | Olímpico de Tapachula            | 7 de septiembre  | 18:00     | 1 500        | 3          | 0         |           |           |
| Jaguares F.C.           | 3 - 0         | Atlético Aragón         | Víctor Manuel Reyna              | 7 de septiembre  | 19:00     | 7 800        | 7          | 0         |           |           |
| Montañeses              | 0 - 0         | Acatlán F.C.            | Socum                            | 8 de septiembre  | 12:00     | 1 100        | 4          | 1         |           |           |

| Jornada 2               | Jornada 2 | Jornada 2               | Jornada 2                     | Jornada 2        | Jornada 2 | Jornada 2    | Jornada 2  | Jornada 2 | Jornada 2 | Jornada 2 |
| Grupo A                 | Grupo A   | Grupo A                 | Grupo A                       | Grupo A          | Grupo A   | Grupo A      | Grupo A    | Grupo A   | Grupo A   | Grupo A   |
| Local                   | Resultado | Visitante               | Estadio                       | Fecha            | Hora      | Espectadores | Amonestado | Expulsado |           |           |
| ----------------------- | --------- | ----------------------- | ----------------------------- | ---------------- | --------- | ------------ | ---------- | --------- | --------- | --------- |
| Mexicali F.C.           | 1 - 2     | Tritones Vallarta       | Ciudad Deportiva Mexicali     | 14 de septiembre | 16:00     | 100          | 5          | 1         |           |           |
| Mineros de Fresnillo    | 0 - 1     | Tigres de Álica         | Minera Fresnillo              | 14 de septiembre | 17:00     | 200          | 4          | 0         |           |           |
| UAZ                     | 3 - 1     | Real Apodaca            | Carlos Vega Villalba          | 14 de septiembre | 17:00     | 150          | 3          | 0         |           |           |
| Tecos                   | 0 - 1     | Cimarrones de Sonora    | Tres de Marzo                 | 16 de septiembre | 20:05     | 400          | 4          | 0         |           |           |
| Leones Negros "B"       | 4 - 0     | Los Cabos United        | La Primavera U. de G.         | 22 de octubre    | 11:00     | 50           | 2          | 0         |           |           |
| Durango                 | 4 - 1     | Agricultores de Guasave | Francisco Zarco               | 30 de octubre    | 20:00     | 2 000        | 0          | 0         |           |           |
| Grupo B                 |           |                         |                               |                  |           |              |            |           |           |           |
| Local                   | Resultado | Visitante               | Estadio                       | Fecha            | Hora      | Espectadores | Amonestado | Expulsado |           |           |
| UAT                     | 0 - 0     | Lobos ULMX              | Prof. Eugenio Alvizo Porras   | 13 de septiembre | 10:00     | 200          | 4          | 1         |           |           |
| Petroleros de Salamanca | 3 - 1     | Zacatepec               | Instalaciones FMF Toluca      | 13 de septiembre | 12:00     | 50           | 10         | 3         |           |           |
| Halcones F.C.           | 0 - 2     | Sporting Canamy         | Olímpico Alameda              | 13 de septiembre | 21:30     | 30           | 4          | 1         |           |           |
| Aguacateros CDU         | 1 - 2     | Gavilanes               | U.D. Hermanos López Rayón     | 14 de septiembre | 16:00     | 450          | 4          | 0         |           |           |
| Colima F.C.             | 0 - 1     | Irapuato                | Colima                        | 14 de septiembre | 16:00     | 400          | 6          | 1         |           |           |
| La Piedad               | 0 - 0     | Aguacateros de Peribán  | Juan N. López                 | 14 de septiembre | 16:00     | 0            | 5          | 0         |           |           |
| Grupo C                 |           |                         |                               |                  |           |              |            |           |           |           |
| Local                   | Resultado | Visitante               | Estadio                       | Fecha            | Hora      | Espectadores | Amonestado | Expulsado |           |           |
| Inter Playa             | 3 - 0     | Tapachula Soconusco     | Mario Villanueva Madrid       | 13 de septiembre | 17:00     | 500          | 4          | 0         |           |           |
| Faraones de Texcoco     | 3 - 1     | Pioneros de Cancún      | Municipal Claudio Suárez      | 13 de septiembre | 19:00     | 2 500        | 6          | 0         |           |           |
| Atlético Aragón         | 1 - 2     | Montañeses              | Los Pinos                     | 14 de septiembre | 12:00     | 100          | 5          | 0         |           |           |
| C.D. Chilpancingo       | 1 - 1     | Jaguares F.C.           | General Vicente Guerrero      | 14 de septiembre | 12:00     | 2 000        | 4          | 1         |           |           |
| Acatlán F.C.            | 1 - 1     | Deportiva Venados       | Club Deportivo Zapotlanejo    | 14 de septiembre | 16:00     | 100          | 8          | 0         |           |           |
| Racing de Veracruz      | 1 - 0     | Zitácuaro               | Unidad Deportiva Hugo Sánchez | 14 de septiembre | 19:00     | 800          | 3          | 2         |           |           |

| Jornada 3              | Jornada 3     | Jornada 3               | Jornada 3                            | Jornada 3        | Jornada 3 | Jornada 3    | Jornada 3  | Jornada 3 | Jornada 3 | Jornada 3 |
| Grupo A                | Grupo A       | Grupo A                 | Grupo A                              | Grupo A          | Grupo A   | Grupo A      | Grupo A    | Grupo A   | Grupo A   | Grupo A   |
| Local                  | Resultado     | Visitante               | Estadio                              | Fecha            | Hora      | Espectadores | Amonestado | Expulsado |           |           |
| ---------------------- | ------------- | ----------------------- | ------------------------------------ | ---------------- | --------- | ------------ | ---------- | --------- | --------- | --------- |
| Leones Negros "B"      | 0 - 0         | Durango                 | La Primavera U. de G.                | 21 de septiembre | 11:00     | 100          | 2          | 0         |           |           |
| Tigres de Álica        | 3 - 0         | UAZ                     | Nicolás Álvarez Ortega               | 21 de septiembre | 16:00     | 1 000        | 3          | 1         |           |           |
| Tritones Vallarta      | 2 - 1         | Mineros de Fresnillo    | C.D. San José del Valle              | 21 de septiembre | 17.00     | 300          | 3          | 1         |           |           |
| Mexicali F.C.          | 0 - 0         | Agricultores de Guasave | Centro de Iniciación Xoloitzcuintles | 21 de septiembre | 19:30     | 200          | 7          | 0         |           |           |
| Los Cabos United       | 3 - 2         | Cimarrones de Sonora    | Don Koll                             | 21 de septiembre | 20:00     | 400          | 0          | 0         |           |           |
| Real Apodaca           | 3 - 2         | Tecos                   | Centenario del Ejército Mexicano     | 22 de septiembre | 17:00     | 500          | 6          | 0         |           |           |
| Grupo B                |               |                         |                                      |                  |           |              |            |           |           |           |
| Local                  | Resultado     | Visitante               | Estadio                              | Fecha            | Hora      | Espectadores | Amonestado | Expulsado |           |           |
| Halcones F.C.          | 0 - 1         | Petroleros de Salamanca | Olímpico Alameda                     | 20 de septiembre | 19:00     | 200          | 4          | 1         |           |           |
| Aguacateros de Peribán | (4) 2 - 2 (5) | Aguacateros CDU         | Municipal de Peribán                 | 21 de septiembre | 16:00     | 1 200        | 7          | 0         |           |           |
| Zacatepec              | 0 - 1         | La Piedad               | Agustín Coruco Díaz                  | 21 de septiembre | 17:00     | 500          | 4          | 1         |           |           |
| Lobos ULMX             | 2 - 0         | Colima F.C.             | Miguel Alemán Valdés                 | 21 de septiembre | 18:00     | 170          | 4          | 0         |           |           |
| Sporting Canamy        | 1 - 2         | Irapuato                | Centro Vacacional IMSS               | 21 de septiembre | 19:00     | 300          | 3          | 1         |           |           |
| Gavilanes              | 4 - 1         | UAT                     | El Hogar                             | 21 de septiembre | 19:30     | 3 700        | 6          | 0         |           |           |
| Grupo C                |               |                         |                                      |                  |           |              |            |           |           |           |
| Local                  | Resultado     | Visitante               | Estadio                              | Fecha            | Hora      | Espectadores | Amonestado | Expulsado |           |           |
| Acatlán F.C.           | 2 - 1         | Atlético Aragón         | Club Deportivo Zapotlanejo           | 21 de septiembre | 16:00     | 200          | 4          | 1         |           |           |
| Pioneros de Cancún     | 2 - 1         | Inter Playa             | Cancún 86                            | 21 de septiembre | 16:00     | 917          | 6          | 0         |           |           |
| Deportiva Venados      | 2 - 1         | Tapachula Soconusco     | Alonso Diego Molina                  | 21 de septiembre | 16:00     | 600          | 6          | 0         |           |           |
| Zitácuaro              | 1 - 0         | Faraones de Texcoco     | Ignacio López Rayón                  | 21 de septiembre | 17:00     | 600          | 3          | 0         |           |           |
| Jaguares F.C.          | 1 - 1         | Racing de Veracruz      | Víctor Manuel Reyna                  | 21 de septiembre | 19:00     | 9 009        | 7          | 1         |           |           |
| Montañeses             | 2 - 0         | C.D. Chilpancingo       | Socum                                | 22 de septiembre | 12:00     | 1 200        | 1          | 1         |           |           |

| Jornada 4               | Jornada 4 | Jornada 4               | Jornada 4                     | Jornada 4        | Jornada 4  | Jornada 4    | Jornada 4  | Jornada 4 | Jornada 4 | Jornada 4 |
| Grupo A                 | Grupo A   | Grupo A                 | Grupo A                       | Grupo A          | Grupo A    | Grupo A      | Grupo A    | Grupo A   | Grupo A   | Grupo A   |
| Local                   | Resultado | Visitante               | Estadio                       | Fecha            | Hora       | Espectadores | Amonestado | Expulsado |           |           |
| ----------------------- | --------- | ----------------------- | ----------------------------- | ---------------- | ---------- | ------------ | ---------- | --------- | --------- | --------- |
| Tecos                   | 3 - 2     | Tigres de Álica         | Tres de Marzo                 | 27 de septiembre | 18:00      | 150          | 4          | 1         |           |           |
| Durango                 | 2 - 0     | Los Cabos United        | Francisco Zarco               | 27 de septiembre | 20:00      | 1 000        | 1          | 0         |           |           |
| Mexicali F.C.           | 1 - 2     | Leones Negros "B"       | Ciudad Deportiva Mexicali     | 28 de septiembre | 16:00      | 43           | 3          | 1         |           |           |
| UAZ                     | 3 - 0     | Tritones Vallarta       | Universitario U.D. Norte      | 28 de septiembre | 16:00      | 80           | 4          | 0         |           |           |
| Mineros de Fresnillo    | 1 - 1     | Agricultores de Guasave | Minera Fresnillo              | 28 de septiembre | 17:00      | 150          | 2          | 0         |           |           |
| Cimarrones de Sonora    | 3 - 0     | Real Apodaca            | Héroe de Nacozari             | 28 de septiembre | 20:30      | 0            | 3          | 1         |           |           |
| Grupo B                 |           |                         |                               |                  |            |              |            |           |           |           |
| Local                   | Resultado | Visitante               | Estadio                       | Fecha            | Hora       | Espectadores | Amonestado | Expulsado |           |           |
| UAT                     | 1 - 4     | Aguacateros de Peribán  | Prof. Eugenio Alvizo Porras   | 27 de septiembre | 10:00      | 200          | 3          | 0         |           |           |
| Petroleros de Salamanca | 3 - 1     | Sporting Canamy         | Instalaciones FMF Toluca      | 27 de septiembre | 13:00      | 100          | 2          | 0         |           |           |
| Aguacateros CDU         | 2 - 1     | Zacatepec               | U.D. Hermanos López Rayón     | 28 de septiembre | 16:00      | 450          | 7          | 2         |           |           |
| Colima F.C.             | 1 - 3     | Gavilanes               | Colima                        | 28 de septiembre | 16:00      | 200          | 3          | 1         |           |           |
| Irapuato                | 0 - 0     | Lobos ULMX              | Sergio León Chávez            | 28 de septiembre | 17:00      | 5 499        | 6          | 3         |           |           |
| La Piedad               | 0 - 1     | Halcones F.C.           | Juan N. López                 | Suspendido       | Suspendido | N/A          | N/A        | N/A       |           |           |
| Grupo C                 |           |                         |                               |                  |            |              |            |           |           |           |
| Local                   | Resultado | Visitante               | Estadio                       | Fecha            | Hora       | Espectadores | Amonestado | Expulsado |           |           |
| Inter Playa             | 3 - 1     | Zitácuaro               | Mario Villanueva Madrid       | 27 de septiembre | 17:00      | 500          | 4          | 0         |           |           |
| Faraones de Texcoco     | 0 - 1     | Jaguares F.C.           | Municipal Claudio Suárez      | 27 de septiembre | 19:00      | 5 000        | 4          | 6         |           |           |
| Atlético Aragón         | 0 - 0     | Deportiva Venados       | Los Pinos                     | 28 de septiembre | 12:00      | 150          | 4          | 0         |           |           |
| Tapachula Soconusco     | 0 - 3     | Pioneros de Cancún      | Olímpico de Tapachula         | 28 de septiembre | 18:00      | 2 770        | 3          | 1         |           |           |
| Racing de Veracruz      | 2 - 0     | Montañeses              | Unidad Deportiva Hugo Sánchez | 28 de septiembre | 19:00      | 2 000        | 6          | 1         |           |           |
| C.D. Chilpancingo       | 1 - 3     | Acatlán F.C.            | General Vicente Guerrero      | 13 de noviembre  | 12:00      | 300          | 5          | 0         |           |           |

| Jornada 5               | Jornada 5     | Jornada 5            | Jornada 5               | Jornada 5      | Jornada 5 | Jornada 5    | Jornada 5  | Jornada 5 | Jornada 5 | Jornada 5 |
| Grupo A                 | Grupo A       | Grupo A              | Grupo A                 | Grupo A        | Grupo A   | Grupo A      | Grupo A    | Grupo A   | Grupo A   | Grupo A   |
| Local                   | Resultado     | Visitante            | Estadio                 | Fecha          | Hora      | Espectadores | Amonestado | Expulsado |           |           |
| ----------------------- | ------------- | -------------------- | ----------------------- | -------------- | --------- | ------------ | ---------- | --------- | --------- | --------- |
| Durango                 | 5 - 0         | Mexicali F.C.        | Francisco Zarco         | 4 de octubre   | 20:00     | 1 250        | 1          | 1         |           |           |
| Leones Negros "B"       | 1 - 0         | Mineros de Fresnillo | La Primavera U. de G.   | 5 de octubre   | 11:00     | 150          | 5          | 1         |           |           |
| Tigres de Álica         | 0 - 1         | Cimarrones de Sonora | Nicolás Álvarez Ortega  | 5 de octubre   | 16:00     | 1 000        | 6          | 1         |           |           |
| Tritones Vallarta       | 1 - 1         | Tecos                | C.D. San José del Valle | 5 de octubre   | 16:00     | 300          | 4          | 0         |           |           |
| Agricultores de Guasave | 3 - 1         | UAZ                  | Guasave 89              | 5 de octubre   | 19:00     | 300          | 3          | 0         |           |           |
| Los Cabos United        | (6) 2 - 2 (7) | Real Apodaca         | Don Koll                | 5 de octubre   | 20:00     | 300          | 3          | 1         |           |           |
| Grupo B                 |               |                      |                         |                |           |              |            |           |           |           |
| Local                   | Resultado     | Visitante            | Estadio                 | Fecha          | Hora      | Espectadores | Amonestado | Expulsado |           |           |
| Halcones F.C.           | 2 - 3         | Aguacateros CDU      | Instalaciones FC Total  | 4 de octubre   | 16:00     | 50           | 4          | 1         |           |           |
| Aguacateros de Peribán  | 2 - 0         | Colima F.C.          | Municipal de Peribán    | 5 de octubre   | 12:00     | 200          | 2          | 0         |           |           |
| Zacatepec               | 1 - 1         | UAT                  | Agustín Coruco Díaz     | 5 de octubre   | 17:00     | 550          | 5          | 0         |           |           |
| Gavilanes               | 0 - 2         | Irapuato             | El Hogar                | 5 de octubre   | 19:30     | 1 248        | 4          | 1         |           |           |
| Sporting Canamy         | 1 - 1         | Lobos ULMX           | Centro Vacacional IMSS  | 7 de octubre   | 20:05     | 120          | 2          | 0         |           |           |
| Petroleros de Salamanca | 3 - 1         | La Piedad            | El Molinito             | 6 de noviembre | 16:00     | 500          | 3          | 0         |           |           |
| Grupo C                 |               |                      |                         |                |           |              |            |           |           |           |
| Local                   | Resultado     | Visitante            | Estadio                 | Fecha          | Hora      | Espectadores | Amonestado | Expulsado |           |           |
| Atlético Aragón         | 1 - 0         | C.D. Chilpancingo    | Los Pinos               | 5 de octubre   | 12:00     | 200          | 5          | 0         |           |           |
| Deportiva Venados       | 2 - 0         | Pioneros de Cancún   | Alonso Diego Molina     | 5 de octubre   | 15:30     | 500          | 6          | 0         |           |           |
| Acatlán F.C.            | (2) 2 - 2 (4) | Racing de Veracruz   | U.D. Gustavo Díaz Ordaz | 5 de octubre   | 16:00     | 300          | 4          | 0         |           |           |
| Zitácuaro               | 1 - 1         | Tapachula Soconusco  | Ignacio López Rayón     | 5 de octubre   | 17:00     | 1 000        | 5          | 3         |           |           |
| Jaguares F.C.           | 1 - 1         | Inter Playa          | Víctor Manuel Reyna     | 5 de octubre   | 19:00     | 10 000       | 6          | 0         |           |           |
| Montañeses              | 2 - 1         | Faraones de Texcoco  | Socum                   | 6 de octubre   | 12:00     | 1 500        | 5          | 1         |           |           |

| Jornada 6            | Jornada 6     | Jornada 6               | Jornada 6                        | Jornada 6     | Jornada 6 | Jornada 6    | Jornada 6  | Jornada 6 | Jornada 6 | Jornada 6 |
| Grupo A              | Grupo A       | Grupo A                 | Grupo A                          | Grupo A       | Grupo A   | Grupo A      | Grupo A    | Grupo A   | Grupo A   | Grupo A   |
| Local                | Resultado     | Visitante               | Estadio                          | Fecha         | Hora      | Espectadores | Amonestado | Expulsado |           |           |
| -------------------- | ------------- | ----------------------- | -------------------------------- | ------------- | --------- | ------------ | ---------- | --------- | --------- | --------- |
| Mineros de Fresnillo | (1) 2 - 2 (4) | Durango                 | Minera Fresnillo                 | 11 de octubre | 17:00     | 200          | 7          | 0         |           |           |
| Tecos                | 2 - 1         | Agricultores de Guasave | Tres de Marzo                    | 11 de octubre | 18:00     | 250          | 4          | 2         |           |           |
| Cimarrones de Sonora | 3 - 0         | Tritones Vallarta       | Héroe de Nacozari                | 11 de octubre | 19:00     | 250          | 3          | 1         |           |           |
| Mexicali F.C.        | 0 - 1         | Los Cabos United        | Ciudad Deportiva Mexicali        | 12 de octubre | 16:00     | 100          | 5          | 2         |           |           |
| UAZ                  | 0 - 1         | Leones Negros "B"       | Carlos Vega Villalba             | 13 de octubre | 11:00     | 200          | 3          | 0         |           |           |
| Real Apodaca         | 2 - 0         | Tigres de Álica         | Centenario del Ejército Mexicano | 13 de octubre | 16:00     | 200          | 3          | 0         |           |           |
| Grupo B              |               |                         |                                  |               |           |              |            |           |           |           |
| Local                | Resultado     | Visitante               | Estadio                          | Fecha         | Hora      | Espectadores | Amonestado | Expulsado |           |           |
| UAT                  | 2 - 1         | Halcones F.C.           | Prof. Eugenio Alvizo Porras      | 11 de octubre | 10:00     | 200          | 5          | 0         |           |           |
| Aguacateros CDU      | (6) 2 - 2 (5) | Petroleros de Salamanca | U.D. Hermanos López Rayón        | 12 de octubre | 16:00     | 300          | 7          | 1         |           |           |
| Colima F.C.          | 1 - 2         | Zacatepec               | Colima                           | 12 de octubre | 16:00     | 100          | 7          | 0         |           |           |
| Irapuato             | 1 - 1         | Aguacateros de Peribán  | Sergio León Chávez               | 12 de octubre | 17:00     | 5 000        | 4          | 3         |           |           |
| Lobos ULMX           | 1 - 2         | Gavilanes               | Miguel Alemán Valdés             | 12 de octubre | 18:00     | 100          | 3          | 1         |           |           |
| La Piedad            | 4 - 2         | Sporting Canamy         | Juan N. López                    | 12 de octubre | 19:00     | 500          | 6          | 0         |           |           |
| Grupo C              |               |                         |                                  |               |           |              |            |           |           |           |
| Local                | Resultado     | Visitante               | Estadio                          | Fecha         | Hora      | Espectadores | Amonestado | Expulsado |           |           |
| Inter Playa          | 1 - 1         | Montañeses              | Mario Villanueva Madrid          | 11 de octubre | 17:00     | 450          | 6          | 0         |           |           |
| Faraones de Texcoco  | 3 - 0         | Acatlán F.C.            | Municipal Claudio Suárez         | 11 de octubre | 19:00     | 3 000        | 6          | 0         |           |           |
| C.D. Chilpancingo    | 2 - 0         | Deportiva Venados       | General Vicente Guerrero         | 12 de octubre | 12:00     | 300          | 5          | 0         |           |           |
| Pioneros de Cancún   | 1 - 1         | Zitácuaro               | Cancún 86                        | 12 de octubre | 16:00     | 550          | 4          | 0         |           |           |
| Tapachula Soconusco  | 0 - 1         | Jaguares F.C.           | Olímpico de Tapachula            | 12 de octubre | 18:00     | 12 040       | 1          | 0         |           |           |
| Racing de Veracruz   | 1 - 0         | Atlético Aragón         | Unidad Deportiva Hugo Sánchez    | 12 de octubre | 19:00     | 800          | 0          | 0         |           |           |

| Jornada 7               | Jornada 7     | Jornada 7            | Jornada 7                 | Jornada 7     | Jornada 7 | Jornada 7    | Jornada 7  | Jornada 7 | Jornada 7 | Jornada 7 |
| Grupo A                 | Grupo A       | Grupo A              | Grupo A                   | Grupo A       | Grupo A   | Grupo A      | Grupo A    | Grupo A   | Grupo A   | Grupo A   |
| Local                   | Resultado     | Visitante            | Estadio                   | Fecha         | Hora      | Espectadores | Amonestado | Expulsado |           |           |
| ----------------------- | ------------- | -------------------- | ------------------------- | ------------- | --------- | ------------ | ---------- | --------- | --------- | --------- |
| Leones Negros "B"       | 2 - 1         | Tecos                | La Primavera U. de G.     | 16 de octubre | 11:00     | 100          | 5          | 0         |           |           |
| Mexicali F.C.           | 1 - 1         | Mineros de Fresnillo | Ciudad Deportiva Mexicali | 16 de octubre | 16:00     | 150          | 4          | 0         |           |           |
| Tritones Vallarta       | 1 - 3         | Real Apodaca         | C.D. San José del Valle   | 16 de octubre | 16:00     | 100          | 7          | 0         |           |           |
| Agricultores de Guasave | 7 - 5         | Cimarrones de Sonora | Guasave 89                | 16 de octubre | 19:00     | 350          | 3          | 0         |           |           |
| Durango                 | (5) 2 - 2 (4) | UAZ                  | Francisco Zarco           | 16 de octubre | 20:00     | 1 000        | 3          | 0         |           |           |
| Los Cabos United        | 0 - 1         | Tigres de Álica      | Don Koll                  | 16 de octubre | 20:00     | 200          | 4          | 0         |           |           |
| Grupo B                 |               |                      |                           |               |           |              |            |           |           |           |
| Local                   | Resultado     | Visitante            | Estadio                   | Fecha         | Hora      | Espectadores | Amonestado | Expulsado |           |           |
| Aguacateros de Peribán  | 6 - 2         | Lobos ULMX           | Municipal de Peribán      | 16 de octubre | 16:00     | 200          | 6          | 0         |           |           |
| Petroleros de Salamanca | 4 - 0         | UAT                  | El Molinito               | 16 de octubre | 16:00     | 600          | 2          | 0         |           |           |
| Zacatepec               | 3 - 1         | Irapuato             | Agustín Coruco Díaz       | 16 de octubre | 17:00     | 300          | 2          | 0         |           |           |
| Sporting Canamy         | 3 - 4         | Gavilanes            | Centro Vacacional IMSS    | 16 de octubre | 17:00     | 50           | 7          | 0         |           |           |
| La Piedad               | 1 - 3         | Aguacateros CDU      | Juan N. López             | 16 de octubre | 19:00     | 1 500        | 7          | 1         |           |           |
| Halcones F.C.           | 3 - 0         | Colima F.C.          | Olímpico Alameda          | 16 de octubre | 20:45     | 100          | 3          | 0         |           |           |
| Grupo C                 |               |                      |                           |               |           |              |            |           |           |           |
| Local                   | Resultado     | Visitante            | Estadio                   | Fecha         | Hora      | Espectadores | Amonestado | Expulsado |           |           |
| C.D. Chilpancingo       | 1 - 1         | Racing de Veracruz   | General Vicente Guerrero  | 16 de octubre | 12:00     | 300          | 4          | 0         |           |           |
| Atlético Aragón         | 0 - 0         | Faraones de Texcoco  | Los Pinos                 | 16 de octubre | 12:00     | 350          | 2          | 0         |           |           |
| Montañeses              | 4 - 1         | Tapachula Soconusco  | Socum                     | 16 de octubre | 15:30     | 2 000        | 4          | 1         |           |           |
| Deportiva Venados       | 3 - 2         | Zitácuaro            | Alonso Diego Molina       | 16 de octubre | 15:30     | 100          | 6          | 0         |           |           |
| Acatlán F.C.            | 1 - 3         | Inter Playa          | U.D. Gustavo Díaz Ordaz   | 16 de octubre | 16:00     | 500          | 4          | 0         |           |           |
| Jaguares F.C.           | 1 - 1         | Pioneros de Cancún   | Víctor Manuel Reyna       | 16 de octubre | 19:00     | 11 100       | 4          | 0         |           |           |

| Jornada 8            | Jornada 8     | Jornada 8               | Jornada 8                        | Jornada 8       | Jornada 8 | Jornada 8    | Jornada 8  | Jornada 8 | Jornada 8 |
| Grupo A              | Grupo A       | Grupo A                 | Grupo A                          | Grupo A         | Grupo A   | Grupo A      | Grupo A    | Grupo A   | Grupo A   |
| Local                | Resultado     | Visitante               | Estadio                          | Fecha           | Hora      | Espectadores | Amonestado | Expulsado |           |
| -------------------- | ------------- | ----------------------- | -------------------------------- | --------------- | --------- | ------------ | ---------- | --------- | --------- |
| Tigres de Álica      | 0 - 2         | Tritones Vallarta       | Nicolás Álvarez Ortega           | 19 de octubre   | 16:00     | 500          | 6          | 2         |           |
| Mineros de Fresnillo | 4 - 0         | Los Cabos United        | Minera Fresnillo                 | 19 de octubre   | 17:00     | 50           | 5          | 0         |           |
| UAZ                  | 4 - 0         | Mexicali F.C.           | Carlos Vega Villalba             | 19 de octubre   | 17:00     | 100          | 3          | 1         |           |
| Cimarrones de Sonora | 1 - 0         | Leones Negros "B"       | Héroe de Nacozari                | 19 de octubre   | 19:00     | 287          | 5          | 0         |           |
| Tecos                | 4 - 0         | Durango                 | Tres de Marzo                    | 20 de octubre   | 11:00     | 300          | 3          | 0         |           |
| Real Apodaca         | 3 - 2         | Agricultores de Guasave | Centenario del Ejército Mexicano | 20 de noviembre | 16:00     | 100          | 2          | 1         |           |
| Grupo B              |               |                         |                                  |                 |           |              |            |           |           |
| Local                | Resultado     | Visitante               | Estadio                          | Fecha           | Hora      | Espectadores | Amonestado | Expulsado |           |
| UAT                  | 1 - 3         | La Piedad               | Prof. Eugenio Alvizo Porras      | 19 de octubre   | 10:00     | 100          | 4          | 0         |           |
| Aguacateros CDU      | 2 - 1         | Sporting Canamy         | U.D. Hermanos López Rayón        | 19 de octubre   | 16:00     | 400          | 3          | 1         |           |
| Colima F.C.          | 0 - 2         | Petroleros de Salamanca | Colima                           | 19 de octubre   | 16:00     | 50           | 1          | 0         |           |
| Irapuato             | 1 - 0         | Halcones F.C.           | Sergio León Chávez               | 19 de octubre   | 17:00     | 4 000        | 6          | 0         |           |
| Gavilanes            | 2 - 0         | Aguacateros de Peribán  | El Hogar                         | 19 de octubre   | 19:30     | 3 200        | 3          | 0         |           |
| Lobos ULMX           | 1 - 4         | Zacatepec               | Miguel Alemán Valdés             | 20 de octubre   | 11:00     | 150          | 7          | 0         |           |
| Grupo C              |               |                         |                                  |                 |           |              |            |           |           |
| Local                | Resultado     | Visitante               | Estadio                          | Fecha           | Hora      | Espectadores | Amonestado | Expulsado |           |
| Zitácuaro            | 4 - 2         | Jaguares F.C.           | Ignacio López Rayón              | 19 de octubre   | 17:00     | 1 000        | 6          | 0         |           |
| Inter Playa          | 2 - 0         | Atlético Aragón         | Mario Villanueva Madrid          | 19 de octubre   | 17:00     | 200          | 7          | 0         |           |
| Faraones de Texcoco  | (7) 3 - 3 (6) | C.D. Chilpancingo       | Municipal Claudio Suárez         | 19 de octubre   | 19:00     | 1 500        | 8          | 1         |           |
| Pioneros de Cancún   | 0 - 0         | Montañeses              | Cancún 86                        | 20 de octubre   | 16:00     | 550          | 3          | 0         |           |
| Tapachula Soconusco  | 4 - 0         | Acatlán F.C.            | Olímpico de Tapachula            | 20 de octubre   | 18:00     | 3 871        | 5          | 0         |           |
| Racing de Veracruz   | 2 - 0         | Deportiva Venados       | Unidad Deportiva Hugo Sánchez    | 21 de octubre   | 20:05     | 250          | 1          | 0         |           |

| Jornada 9               | Jornada 9     | Jornada 9              | Jornada 9                     | Jornada 9     | Jornada 9 | Jornada 9    | Jornada 9  | Jornada 9 | Jornada 9 | Jornada 9 |
| Grupo A                 | Grupo A       | Grupo A                | Grupo A                       | Grupo A       | Grupo A   | Grupo A      | Grupo A    | Grupo A   | Grupo A   | Grupo A   |
| Local                   | Resultado     | Visitante              | Estadio                       | Fecha         | Hora      | Espectadores | Amonestado | Expulsado |           |           |
| ----------------------- | ------------- | ---------------------- | ----------------------------- | ------------- | --------- | ------------ | ---------- | --------- | --------- | --------- |
| Durango                 | (2) 2 - 2 (3) | Cimarrones de Sonora   | Francisco Zarco               | 25 de octubre | 20:00     | 800          | 3          | 0         |           |           |
| Leones Negros "B"       | (4) 2 - 2 (3) | Real Apodaca           | La Primavera U. de G.         | 26 de octubre | 11:00     | 100          | 5          | 0         |           |           |
| Mexicali F.C.           | 0 - 2         | Tecos                  | Ciudad Deportiva Mexicali     | 26 de octubre | 16:00     | 100          | 0          | 0         |           |           |
| Mineros de Fresnillo    | 2 - 3         | UAZ                    | Minera Fresnillo              | 26 de octubre | 17:00     | 200          | 4          | 0         |           |           |
| Agricultores de Guasave | 0 - 1         | Tigres de Álica        | Guasave 89                    | 26 de octubre | 19:00     | 200          | 3          | 1         |           |           |
| Los Cabos United        | 2 - 1         | Tritones Vallarta      | Don Koll                      | 28 de octubre | 19:05     | 100          | 2          | 2         |           |           |
| Grupo B                 |               |                        |                               |               |           |              |            |           |           |           |
| Local                   | Resultado     | Visitante              | Estadio                       | Fecha         | Hora      | Espectadores | Amonestado | Expulsado |           |           |
| Halcones F.C.           | 0 - 0         | Lobos ULMX             | Olímpico Alameda              | 25 de octubre | 19:00     | 100          | 6          | 3         |           |           |
| Aguacateros CDU         | 2 - 1         | UAT                    | U.D. Hermanos López Rayón     | 26 de octubre | 15:30     | 300          | 8          | 0         |           |           |
| Sporting Canamy         | 2 - 4         | Aguacateros de Peribán | Centro Vacacional IMSS        | 26 de octubre | 15:30     | 100          | 4          | 0         |           |           |
| Petroleros de Salamanca | 0 - 1         | Irapuato               | El Molinito                   | 26 de octubre | 16:00     | 1 978        | 2          | 2         |           |           |
| La Piedad               | 4 - 0         | Colima F.C.            | Juan N. López                 | 26 de octubre | 19:00     | 500          | 0          | 0         |           |           |
| Zacatepec               | 1 - 1         | Gavilanes              | Agustín Coruco Díaz           | 27 de octubre | 18:00     | 300          | 6          | 1         |           |           |
| Grupo C                 |               |                        |                               |               |           |              |            |           |           |           |
| Local                   | Resultado     | Visitante              | Estadio                       | Fecha         | Hora      | Espectadores | Amonestado | Expulsado |           |           |
| C.D. Chilpancingo       | (5) 2 - 2 (3) | Inter Playa            | General Vicente Guerrero      | 26 de octubre | 12:00     | 300          | 3          | 0         |           |           |
| Atlético Aragón         | 1 - 1         | Tapachula Soconusco    | Los Pinos                     | 26 de octubre | 12:00     | 150          | 3          | 0         |           |           |
| Deportiva Venados       | 1 - 0         | Jaguares F.C.          | Alonso Diego Molina           | 26 de octubre | 15:30     | 300          | 10         | 2         |           |           |
| Racing de Veracruz      | 1 - 2         | Faraones de Texcoco    | Unidad Deportiva Hugo Sánchez | 26 de octubre | 19:00     | 1 500        | 3          | 0         |           |           |
| Montañeses              | 0 - 1         | Zitácuaro              | Socum                         | 27 de octubre | 12:00     | 1 500        | 2          | 2         |           |           |
| Acatlán F.C.            | (5) 2 - 2 (3) | Pioneros de Cancún     | U.D. Gustavo Díaz Ordaz       | 27 de octubre | 16:00     | 200          | 7          | 1         |           |           |

| Jornada 10             | Jornada 10 | Jornada 10              | Jornada 10                       | Jornada 10      | Jornada 10 | Jornada 10   | Jornada 10 | Jornada 10 | Jornada 10 | Jornada 10 |
| Grupo A                | Grupo A    | Grupo A                 | Grupo A                          | Grupo A         | Grupo A    | Grupo A      | Grupo A    | Grupo A    | Grupo A    | Grupo A    |
| Local                  | Resultado  | Visitante               | Estadio                          | Fecha           | Hora       | Espectadores | Amonestado | Expulsado  |            |            |
| ---------------------- | ---------- | ----------------------- | -------------------------------- | --------------- | ---------- | ------------ | ---------- | ---------- | ---------- | ---------- |
| Tecos                  | 2 - 1      | Mineros de Fresnillo    | Tres de Marzo                    | 1 de noviembre  | 18:00      | 250          | 3          | 0          |            |            |
| Cimarrones de Sonora   | 2 - 0      | Mexicali F.C.           | Héroe de Nacozari                | 1 de noviembre  | 19:00      | 300          | 3          | 0          |            |            |
| Tigres de Álica        | 1 - 0      | Leones Negros "B"       | Nicolás Álvarez Ortega           | 2 de noviembre  | 16:00      | 300          | 1          | 0          |            |            |
| Los Cabos United       | 0 - 1      | UAZ                     | Don Koll                         | 2 de noviembre  | 20:00      | 300          | 3          | 1          |            |            |
| Real Apodaca           | 1 - 4      | Durango                 | Centenario del Ejército Mexicano | 3 de noviembre  | 16:00      | 100          | 6          | 0          |            |            |
| Tritones Vallarta      | 3 - 0      | Agricultores de Guasave | C.D. San José del Valle          | 13 de noviembre | 16:00      | 100          | 5          | 0          |            |            |
| Grupo B                |            |                         |                                  |                 |            |              |            |            |            |            |
| Local                  | Resultado  | Visitante               | Estadio                          | Fecha           | Hora       | Espectadores | Amonestado | Expulsado  |            |            |
| Sporting Canamy        | 2 - 3      | UAT                     | Centro Vacacional IMSS           | 2 de noviembre  | 15:30      | 60           | 5          | 0          |            |            |
| Colima F.C.            | 1 - 2      | Aguacateros CDU         | Colima                           | 2 de noviembre  | 16:00      | 100          | 6          | 1          |            |            |
| Aguacateros de Peribán | 2 - 0      | Zacatepec               | Municipal de Peribán             | 2 de noviembre  | 16:00      | 500          | 4          | 0          |            |            |
| Irapuato               | 2 - 1      | La Piedad               | Sergio León Chávez               | 2 de noviembre  | 17:00      | 10 000       | 3          | 1          |            |            |
| Lobos ULMX             | 0 - 2      | Petroleros de Salamanca | Miguel Alemán Valdés             | 2 de noviembre  | 18:00      | 150          | 7          | 1          |            |            |
| Gavilanes              | 1 - 1      | Halcones F.C.           | El Hogar                         | 2 de noviembre  | 19:30      | 1 500        | 3          | 0          |            |            |
| Grupo C                |            |                         |                                  |                 |            |              |            |            |            |            |
| Local                  | Resultado  | Visitante               | Estadio                          | Fecha           | Hora       | Espectadores | Amonestado | Expulsado  |            |            |
| Inter Playa            | 1 - 0      | Racing de Veracruz      | Mario Villanueva Madrid          | 1 de noviembre  | 19:00      | 1 200        | 2          | 0          |            |            |
| Deportiva Venados      | 1 - 2      | Faraones de Texcoco     | Alonso Diego Molina              | 2 de noviembre  | 15:30      | 250          | 5          | 1          |            |            |
| Pioneros de Cancún     | 5 - 0      | Atlético Aragón         | Cancún 86                        | 2 de noviembre  | 15:30      | 300          | 0          | 0          |            |            |
| Zitácuaro              | 1 - 1      | Acatlán F.C.            | Ignacio López Rayón              | 2 de noviembre  | 17:00      | 1 000        | 2          | 1          |            |            |
| Jaguares F.C.          | 3 - 0      | Montañeses              | Víctor Manuel Reyna              | 2 de noviembre  | 19:00      | 8 900        | 7          | 0          |            |            |
| Tapachula Soconusco    | 1 - 0      | C.D. Chilpancingo       | Olímpico de Tapachula            | 4 de noviembre  | 20:05      | 7 893        | 5          | 1          |            |            |

| Jornada 11              | Jornada 11    | Jornada 11             | Jornada 11                    | Jornada 11      | Jornada 11 | Jornada 11   | Jornada 11 | Jornada 11 | Jornada 11 | Jornada 11 |
| Grupo A                 | Grupo A       | Grupo A                | Grupo A                       | Grupo A         | Grupo A    | Grupo A      | Grupo A    | Grupo A    | Grupo A    | Grupo A    |
| Local                   | Resultado     | Visitante              | Estadio                       | Fecha           | Hora       | Espectadores | Amonestado | Expulsado  |            |            |
| ----------------------- | ------------- | ---------------------- | ----------------------------- | --------------- | ---------- | ------------ | ---------- | ---------- | ---------- | ---------- |
| Durango                 | 1 - 1         | Tigres de Álica        | Francisco Zarco               | 8 de noviembre  | 20:00      | 1 000        | 2          | 0          |            |            |
| Leones Negros "B"       | 1 - 1         | Tritones Vallarta      | La Primavera U. de G.         | 9 de noviembre  | 11:00      | 200          | 8          | 0          |            |            |
| Mexicali F.C.           | 1 - 1         | Real Apodaca           | Ciudad Deportiva Mexicali     | 9 de noviembre  | 16:00      | 30           | 5          | 0          |            |            |
| Mineros de Fresnillo    | 0 - 3         | Cimarrones de Sonora   | Minera Fresnillo              | 9 de noviembre  | 17:00      | 100          | 2          | 1          |            |            |
| Agricultores de Guasave | 4 - 0         | Los Cabos United       | Guasave 89                    | 9 de noviembre  | 19:00      | 350          | 2          | 0          |            |            |
| UAZ                     | 2 - 1         | Tecos                  | Carlos Vega Villalba          | 11 de noviembre | 20:05      | 300          | 4          | 0          |            |            |
| Grupo B                 |               |                        |                               |                 |            |              |            |            |            |            |
| Local                   | Resultado     | Visitante              | Estadio                       | Fecha           | Hora       | Espectadores | Amonestado | Expulsado  |            |            |
| UAT                     | 1 - 0         | Colima F.C.            | Prof. Eugenio Alvizo Porras   | 8 de noviembre  | 10:00      | 150          | 2          | 0          |            |            |
| Halcones F.C.           | 0 - 3         | Aguacateros de Peribán | CEGAR Cancha 1                | 8 de noviembre  | 16:00      | 0            | 0          | 0          |            |            |
| Aguacateros CDU         | 1 - 3         | Irapuato               | U.D. Hermanos López Rayón     | 9 de noviembre  | 15:30      | 500          | 8          | 0          |            |            |
| Petroleros de Salamanca | (4) 2 - 2 (3) | Gavilanes              | El Molinito                   | 9 de noviembre  | 16:00      | 1 000        | 8          | 1          |            |            |
| Zacatepec               | 3 - 2         | Sporting Canamy        | Agustín Coruco Díaz           | 9 de noviembre  | 17:00      | 200          | 4          | 0          |            |            |
| La Piedad               | 1 - 1         | Lobos ULMX             | Juan N. López                 | 9 de noviembre  | 19:00      | 300          | 6          | 0          |            |            |
| Grupo C                 |               |                        |                               |                 |            |              |            |            |            |            |
| Local                   | Resultado     | Visitante              | Estadio                       | Fecha           | Hora       | Espectadores | Amonestado | Expulsado  |            |            |
| Faraones de Texcoco     | 1 - 1         | Inter Playa            | Municipal Claudio Suárez      | 8 de noviembre  | 19:00      | 4 500        | 5          | 1          |            |            |
| C.D. Chilpancingo       | 0 - 1         | Pioneros de Cancún     | General Vicente Guerrero      | 9 de noviembre  | 12:00      | 400          | 0          | 0          |            |            |
| Atlético Aragón         | 0 - 3         | Zitácuaro              | Los Pinos                     | 9 de noviembre  | 12:00      | 100          | 4          | 1          |            |            |
| Racing de Veracruz      | 1 - 1         | Tapachula Soconusco    | Unidad Deportiva Hugo Sánchez | 9 de noviembre  | 19:00      | 1 000        | 5          | 2          |            |            |
| Montañeses              | 0 - 1         | Deportiva Venados      | Socum                         | 10 de noviembre | 12:00      | 1 500        | 6          | 0          |            |            |
| Acatlán F.C.            | 4 - 1         | Jaguares F.C.          | U.D. Gustavo Díaz Ordaz       | 10 de noviembre | 16:00      | 300          | 5          | 1          |            |            |

| Inter Playa            | 0 - 3         | Petroleros de Salamanca | Mario Villanueva Madrid   | 15 de noviembre | 19:00 | 450   | 2 | 2 |
| Leones Negros "B"      | 1 - 2         | Acatlán F.C.            | La Primavera U. de G.     | 16 de noviembre | 11:00 | 73    | 2 | 0 |
| C.D. Chilpancingo      | 1 - 3         | Zacatepec               | General Vicente Guerrero  | 16 de noviembre | 12:00 | 300   | 6 | 0 |
| Aguacateros CDU        | 0 - 1         | Cimarrones de Sonora    | U.D. Hermanos López Rayón | 16 de noviembre | 15:30 | 1 000 | 4 | 0 |
| Deportiva Venados      | 1 - 1         | Irapuato                | Alonso Diego Molina       | 16 de noviembre | 15:30 | 200   | 7 | 3 |
| Pioneros de Cancún     | (3) 3 - 3 (0) | Sporting Canamy         | Cancún 86                 | 16 de noviembre | 15:30 | 450   | 2 | 0 |
| Aguacateros de Peribán | 4 - 0         | Mexicali F.C.           | Municipal de Peribán      | 16 de noviembre | 16:00 | 500   | 5 | 0 |
| Tigres de Álica        | 5 - 0         | Atlético Aragón         | Nicolás Álvarez Ortega    | 16 de noviembre | 16:00 | 200   | 2 | 1 |
| Tritones Vallarta      | 4 - 2         | Faraones de Texcoco     | C.D. San José del Valle   | 16 de noviembre | 16:00 | 400   | 0 | 0 |
| UAZ                    | 2 - 1         | Montañeses              | Universitario U.D. Norte  | 16 de noviembre | 16:00 | 100   | 1 | 0 |
| Zitácuaro              | 0 - 1         | Agricultores de Guasave | Ignacio López Rayón       | 16 de noviembre | 17:00 | 500   | 7 | 2 |
| Mineros de Fresnillo   | 4 - 0         | Racing de Veracruz      | Minera Fresnillo          | 16 de noviembre | 17:00 | 50    | 1 | 1 |
| Tapachula Soconusco    | 2 - 1         | Halcones F.C.           | Olímpico de Tapachula     | 16 de noviembre | 18:00 | 4 800 | 6 | 1 |
| La Piedad              | 6 - 0         | Tecos                   | Juan N. López             | 16 de noviembre | 19:00 | 500   | 3 | 1 |
| Jaguares F.C.          | 2 - 1         | Lobos ULMX              | Víctor Manuel Reyna       | 16 de noviembre | 19:00 | 8 800 | 8 | 1 |
| Gavilanes              | 1 - 0         | Real Apodaca            | El Hogar                  | 16 de noviembre | 19:30 | 3 000 | 2 | 0 |
| Los Cabos United       | 1 - 0         | Colima F.C.             | Don Koll                  | 16 de noviembre | 20:00 | 300   | 2 | 0 |
| Durango                | 2 - 1         | UAT                     | Francisco Zarco           | 18 de noviembre | 20:05 | 2 000 | 4 | 0 |

| Halcones F.C.           | 1 - 3 | Jaguares F.C.          | Instalaciones FC Total           | 22 de noviembre | 15:30 | 100   | 5 | 3 |
| Tecos                   | 6 - 1 | Zitácuaro              | Tres de Marzo                    | 22 de noviembre | 18:00 | 200   | 6 | 0 |
| Faraones de Texcoco     | 3 - 2 | Tigres de Álica        | Municipal Claudio Suárez         | 22 de noviembre | 19:00 | 2 000 | 2 | 0 |
| Atlético Aragón         | 0 - 2 | Tritones Vallarta      | Los Pinos                        | 23 de noviembre | 12:00 | 150   | 1 | 0 |
| Sporting Canamy         | 1 - 2 | C.D. Chilpancingo      | Centro Vacacional IMSS           | 23 de noviembre | 15:30 | 100   | 2 | 0 |
| Petroleros de Salamanca | 5 - 4 | Deportiva Venados      | El Molinito                      | 23 de noviembre | 16:00 | 1 000 | 7 | 2 |
| Mexicali F.C.           | 2 - 0 | Aguacateros CDU        | Ciudad Deportiva Mexicali        | 23 de noviembre | 16:00 | 50    | 9 | 2 |
| Colima F.C.             | 1 - 2 | Leones Negros "B"      | Colima                           | 23 de noviembre | 16:00 | 100   | 7 | 0 |
| Irapuato                | 2 - 0 | Inter Playa            | Sergio León Chávez               | 23 de noviembre | 17:00 | 4 000 | 6 | 0 |
| Zacatepec               | 1 - 1 | Pioneros de Cancún     | Agustín Coruco Díaz              | 23 de noviembre | 17:00 | 800   | 7 | 0 |
| Tapachula Soconusco     | 1 - 1 | Lobos ULMX             | Olímpico de Tapachula            | 23 de noviembre | 18:00 | 3 600 | 4 | 0 |
| Racing de Veracruz      | 1 - 2 | UAZ                    | Unidad Deportiva Hugo Sánchez    | 23 de noviembre | 19:00 | 1 100 | 2 | 2 |
| Agricultores de Guasave | 2 - 4 | La Piedad              | Guasave 89                       | 23 de noviembre | 19:00 | 200   | 0 | 1 |
| Gavilanes               | 0 - 0 | Durango                | El Hogar                         | 23 de noviembre | 19:30 | 7 000 | 5 | 1 |
| Montañeses              | 2 - 1 | Mineros de Fresnillo   | Socum                            | 24 de noviembre | 12:00 | 2 000 | 5 | 2 |
| Acatlán F.C.            | 3 - 2 | Los Cabos United       | U.D. Gustavo Díaz Ordaz          | 24 de noviembre | 16:00 | 500   | 6 | 0 |
| Real Apodaca            | 4 - 3 | UAT                    | Centenario del Ejército Mexicano | 24 de noviembre | 16:00 | 200   | 3 | 0 |
| Cimarrones de Sonora    | 0 - 1 | Aguacateros de Peribán | Héroe de Nacozari                | 25 de noviembre | 20:05 | 518   | 4 | 0 |

| UAT                     | 0 - 5         | Gavilanes               | Prof. Eugenio Alvizo Porras | 29 de noviembre | 10:00 | 200    | 4 | 1 |
| Inter Playa             | 3 - 1         | Deportiva Venados       | Mario Villanueva Madrid     | 29 de noviembre | 19:00 | 2 000  | 4 | 1 |
| Faraones de Texcoco     | 4 - 1         | Atlético Aragón         | Municipal Claudio Suárez    | 29 de noviembre | 19:00 | 3 000  | 4 | 0 |
| Durango                 | 1 - 1         | Real Apodaca            | Francisco Zarco             | 29 de noviembre | 20:00 | 800    | 3 | 0 |
| Aguacateros CDU         | 0 - 2         | Aguacateros de Peribán  | U.D. Hermanos López Rayón   | 30 de noviembre | 15:30 | 400    | 5 | 0 |
| Pioneros de Cancún      | 2 - 0         | C.D. Chilpancingo       | Cancún 86                   | 30 de noviembre | 15:30 | 500    | 4 | 0 |
| Sporting Canamy         | 4 - 3         | Zacatepec               | Centro Vacacional IMSS      | 30 de noviembre | 15:30 | 100    | 0 | 0 |
| Mexicali F.C.           | 0 - 1         | Cimarrones de Sonora    | Ciudad Deportiva Mexicali   | 30 de noviembre | 15:30 | 50     | 4 | 2 |
| Tritones Vallarta       | 0 - 1         | Tigres de Álica         | C.D. San José del Valle     | 30 de noviembre | 16:00 | 150    | 3 | 0 |
| Zitácuaro               | 2 - 4         | La Piedad               | Ignacio López Rayón         | 30 de noviembre | 17:00 | 500    | 2 | 0 |
| UAZ                     | 2 - 0         | Mineros de Fresnillo    | Carlos Vega Villalba        | 30 de noviembre | 17:00 | 50     | 2 | 0 |
| Lobos ULMX              | (0) 2 - 2 (3) | Halcones F.C.           | Miguel Alemán Valdés        | 30 de noviembre | 18:00 | 350    | 4 | 0 |
| Jaguares F.C.           | 1 - 1         | Tapachula Soconusco     | Víctor Manuel Reyna         | 30 de noviembre | 19:00 | 13 714 | 8 | 2 |
| Irapuato                | 0 - 0         | Petroleros de Salamanca | Sergio León Chávez          | 30 de noviembre | 19:00 | 7 250  | 4 | 1 |
| Agricultores de Guasave | 5 - 3         | Tecos                   | Guasave 89                  | 30 de noviembre | 19:00 | 200    | 2 | 0 |
| Los Cabos United        | 0 - 3         | Leones Negros "B"       | Don Koll                    | 30 de noviembre | 20:00 | 300    | 0 | 0 |
| Montañeses              | 2 - 1         | Racing de Veracruz      | Socum                       | 1 de diciembre  | 12:00 | 1 500  | 3 | 2 |
| Acatlán F.C.            | 2 - 3         | Colima F.C.             | U.D. Gustavo Díaz Ordaz     | 1 de diciembre  | 16:00 | 200    | 2 | 1 |

## Tabla General de Clasificación
| Pos. | Equipo                   | Pts. | PJ | G  | E | P  | GF | GC | Dif. | Clasificación                              |
| ---- | ------------------------ | ---- | -- | -- | - | -- | -- | -- | ---- | ------------------------------------------ |
| 1    | Aguacateros de Peribán   | 37   | 14 | 10 | 3 | 1  | 33 | 10 | +23  | Cuartos de final de la liguilla de ascenso |
| 2    | Petroleros de Salamanca  | 34   | 14 | 9  | 3 | 2  | 30 | 14 | +16  |                                            |
| 3    | Irapuato                 | 33   | 14 | 9  | 4 | 1  | 18 | 8  | +10  | Cuartos de final de la liguilla de ascenso |
| 4    | Gavilanes                | 32   | 14 | 8  | 5 | 1  | 29 | 15 | +14  |                                            |
| 5    | Cimarrones de Sonora     | 31   | 14 | 9  | 2 | 3  | 25 | 13 | +12  | Cuartos de final de la liguilla de ascenso |
| 6    | UAZ                      | 29   | 14 | 9  | 2 | 3  | 25 | 15 | +10  | Cuartos de final de la liguilla de ascenso |
| 7    | La Piedad                | 27   | 14 | 7  | 3 | 4  | 32 | 19 | +13  |                                            |
| 8    | Durango                  | 26   | 14 | 5  | 8 | 1  | 26 | 16 | +10  | Cuartos de final de la liguilla de ascenso |
| 9    | Pioneros de Cancún       | 26   | 14 | 6  | 6 | 2  | 23 | 14 | +9   | Cuartos de final de la liguilla de ascenso |
| 10   | Inter Playa              | 26   | 14 | 7  | 4 | 3  | 23 | 16 | +7   | Cuartos de final de la liguilla de ascenso |
| 11   | Leones Negros "B"        | 26   | 14 | 7  | 3 | 4  | 19 | 12 | +7   | Semifinales de la liguilla de filiales     |
| 12   | Tigres de Álica          | 25   | 14 | 8  | 1 | 5  | 19 | 12 | +7   |                                            |
| 13   | Faraones de Texcoco      | 24   | 14 | 6  | 4 | 4  | 26 | 20 | +6   |                                            |
| 14   | Jaguares F.C.            | 24   | 14 | 6  | 5 | 3  | 21 | 16 | +5   |                                            |
| 15   | Real Apodaca             | 24   | 14 | 6  | 4 | 4  | 25 | 26 | −1   |                                            |
| 16   | Aguacateros CDU          | 24   | 14 | 6  | 3 | 5  | 21 | 22 | −1   | Semifinales de la liguilla de filiales     |
| 17   | Tecos                    | 23   | 14 | 7  | 1 | 6  | 28 | 25 | +3   |                                            |
| 18   | Tritones Vallarta        | 23   | 14 | 6  | 3 | 5  | 20 | 19 | +1   |                                            |
| 19   | Acatlán F.C.             | 22   | 14 | 5  | 5 | 4  | 23 | 25 | −2   |                                            |
| 20   | Zacatepec                | 21   | 14 | 5  | 4 | 5  | 23 | 21 | +2   |                                            |
| 21   | Montañeses               | 21   | 14 | 6  | 3 | 5  | 16 | 15 | +1   |                                            |
| 22   | Agricultores de Guasave  | 20   | 14 | 6  | 2 | 6  | 29 | 27 | +2   |                                            |
| 23   | Deportiva Venados        | 18   | 14 | 5  | 3 | 6  | 18 | 21 | −3   |                                            |
| 24   | Racing de Veracruz       | 17   | 14 | 4  | 4 | 6  | 14 | 17 | −3   |                                            |
| 25   | Zitácuaro                | 17   | 14 | 4  | 4 | 6  | 18 | 23 | −5   |                                            |
| 26   | Tapachula Soconusco F.C. | 15   | 14 | 3  | 6 | 5  | 16 | 21 | −5   |                                            |
| 27   | Los Cabos United         | 13   | 14 | 4  | 1 | 9  | 11 | 28 | −17  |                                            |
| 28   | Sporting Canamy          | 12   | 14 | 3  | 2 | 9  | 30 | 36 | −6   |                                            |
| 29   | C.D. Chilpancingo        | 12   | 14 | 2  | 5 | 7  | 13 | 21 | −8   |                                            |
| 30   | Halcones F.C.            | 11   | 14 | 2  | 4 | 8  | 12 | 20 | −8   |                                            |
| 31   | Lobos ULMX               | 11   | 14 | 1  | 8 | 5  | 13 | 22 | −9   | Semifinales de la liguilla de filiales     |
| 32   | UAT                      | 11   | 14 | 3  | 2 | 9  | 15 | 33 | −18  | Semifinales de la liguilla de filiales     |
| 33   | Mineros de Fresnillo     | 9    | 14 | 2  | 3 | 9  | 18 | 22 | −4   |                                            |
| 34   | Mexicali F.C.            | 6    | 14 | 1  | 3 | 10 | 6  | 26 | −20  |                                            |
| 35   | Atlético Aragón          | 6    | 14 | 1  | 3 | 10 | 5  | 30 | −25  |                                            |
| 36   | Colima F.C.              | 3    | 14 | 1  | 0 | 13 | 9  | 32 | −23  |                                            |

Actualizado a los partidos jugados el 1 de diciembre de 2024.
 Fuente: Liga Premier FMF
Criterios de clasificación: Puntos · Diferencia de goles · Goles a favor · Cociente
Notas:
1. ↑  Petroleros de Salamanca fue excluido de la liguilla por presentar adeudos.[40]

## Grupos

### Grupo 1
| Pos. | Equipo                  | Pts. | PJ | G | E | P  | GF | GC | Dif. | Clasificación                              |
| ---- | ----------------------- | ---- | -- | - | - | -- | -- | -- | ---- | ------------------------------------------ |
| 1    | Cimarrones de Sonora    | 31   | 14 | 9 | 2 | 3  | 25 | 13 | +12  | Cuartos de final de la liguilla de ascenso |
| 2    | UAZ                     | 29   | 14 | 9 | 2 | 3  | 25 | 15 | +10  | Cuartos de final de la liguilla de ascenso |
| 3    | Durango                 | 26   | 14 | 5 | 8 | 1  | 26 | 16 | +10  | Cuartos de final de la liguilla de ascenso |
| 4    | Leones Negros "B"       | 26   | 14 | 7 | 3 | 4  | 19 | 12 | +7   | Semifinales de la liguilla de filiales     |
| 5    | Tigres de Álica         | 25   | 14 | 8 | 1 | 5  | 19 | 12 | +7   |                                            |
| 6    | Real Apodaca            | 24   | 14 | 6 | 4 | 4  | 25 | 26 | −1   |                                            |
| 7    | Tecos                   | 23   | 14 | 7 | 1 | 6  | 28 | 25 | +3   |                                            |
| 8    | Tritones Vallarta       | 23   | 14 | 6 | 3 | 5  | 20 | 19 | +1   |                                            |
| 9    | Agricultores de Guasave | 20   | 14 | 6 | 2 | 6  | 29 | 27 | +2   |                                            |
| 10   | Los Cabos United        | 13   | 14 | 4 | 1 | 9  | 11 | 28 | −17  |                                            |
| 11   | Mineros de Fresnillo    | 9    | 14 | 2 | 3 | 9  | 18 | 22 | −4   |                                            |
| 12   | Mexicali F.C.           | 6    | 14 | 1 | 3 | 10 | 6  | 26 | −20  |                                            |

Actualizado a los partidos jugados el 30 de noviembre de 2024.
 Fuente: Liga Premier FMF
Criterios de clasificación: Puntos · Diferencia de goles · Goles a favor · Cociente

#### Evolución de la clasificación
Fecha de actualización: 30 de noviembre de 2024
| Equipo / Jornada | 01  | 02  | 03  | 04  | 05   | 06  | 07   | 08   | 09   | 10  | 11  | 12 | 13 | 14 |
| ---------------- | --- | --- | --- | --- | ---- | --- | ---- | ---- | ---- | --- | --- | -- | -- | -- |
| Cimarrones       | 6   | 4   | 4   | 2   | 1    | 1   | 1    | 1    | 1    | 1   | 1   | 1  | 1  | 1  |
| UAZ              | 5   | 2   | 5   | 3   | 6    | 10  | 7    | 8    | 5    | 6   | 3   | 3  | 2  | 2  |
| Durango          | 3   | 6*  | 8*  | 5*  | 3*   | 2*  | 3*   | 3*   | 6*   | 2   | 2   | 2  | 3  | 3  |
| Leones Negros    | 12  | 12* | 10* | 7*  | 7*   | 3*  | 2*   | 2*   | 2    | 3   | 5   | 6  | 8  | 4  |
| Tigres de Álica  | 2   | 1   | 1   | 1   | 2    | 4   | 4    | 5    | 3    | 4   | 6   | 4  | 7  | 5  |
| Apodaca          | 9*  | 11* | 7*  | 10* | 8*   | 6*  | 5*   | 4**  | 7**  | 7** | 7*  | 9* | 6  | 6  |
| Tecos            | 10* | 9*  | 11* | 8*  | 9*   | 8*  | 9*   | 9*   | 4*   | 5*  | 4   | 5  | 4  | 7  |
| Vallarta         | 4   | 3   | 2   | 4   | 5    | 7   | 8    | 6    | 9    | 8*  | 9*  | 7  | 5  | 8  |
| Guasave          | 1   | 5*  | 3*  | 6*  | 4*   | 5*  | 6*   | 7**  | 10** | 9** | 8** | 8* | 9  | 9  |
| Los Cabos        | 7*  | 7** | 6** | 9** | 10** | 9** | 10** | 10** | 11*  | 10* | 10  | 10 | 10 | 10 |
| Fresnillo        | 8*  | 8*  | 12* | 11* | 11*  | 11* | 11*  | 11*  | 12*  | 11* | 11  | 11 | 11 | 11 |
| Mexicali         | 11  | 10  | 9   | 12  | 12   | 12  | 12   | 12   | 12   | 12  | 12  | 12 | 12 | 12 |

- * Indica la posición del equipo con un partido pendiente.

### Grupo 2
| Pos. | Equipo                  | Pts. | PJ | G  | E | P  | GF | GC | Dif. | Clasificación                              |
| ---- | ----------------------- | ---- | -- | -- | - | -- | -- | -- | ---- | ------------------------------------------ |
| 1    | Aguacateros de Peribán  | 37   | 14 | 10 | 3 | 1  | 33 | 10 | +23  | Cuartos de final de la liguilla de ascenso |
| 2    | Petroleros de Salamanca | 34   | 14 | 9  | 3 | 2  | 30 | 14 | +16  |                                            |
| 3    | Irapuato                | 33   | 14 | 9  | 4 | 1  | 18 | 8  | +10  | Cuartos de final de la liguilla de ascenso |
| 4    | Gavilanes               | 32   | 14 | 8  | 5 | 1  | 29 | 15 | +14  |                                            |
| 5    | La Piedad               | 27   | 14 | 7  | 3 | 4  | 32 | 19 | +13  |                                            |
| 6    | Aguacateros CDU         | 24   | 14 | 6  | 3 | 5  | 21 | 22 | −1   | Semifinales de la liguilla de filiales     |
| 7    | Zacatepec               | 21   | 14 | 5  | 4 | 5  | 23 | 21 | +2   |                                            |
| 8    | Sporting Canamy         | 12   | 14 | 3  | 2 | 9  | 30 | 36 | −6   |                                            |
| 9    | Halcones F.C.           | 11   | 14 | 2  | 4 | 8  | 12 | 20 | −8   |                                            |
| 10   | Lobos ULMX              | 11   | 14 | 1  | 8 | 5  | 13 | 22 | −9   | Semifinales de la liguilla de filiales     |
| 11   | UAT                     | 11   | 14 | 3  | 2 | 9  | 15 | 33 | −18  | Semifinales de la liguilla de filiales     |
| 12   | Colima F.C.             | 3    | 14 | 1  | 0 | 13 | 9  | 32 | −23  |                                            |

Actualizado a los partidos jugados el 1 de diciembre de 2024.
 Fuente: Liga Premier FMF
Criterios de clasificación: Puntos · Diferencia de goles · Goles a favor · Cociente
Notas:
1. ↑  Petroleros de Salamanca fue excluido de la liguilla por presentar adeudos.[40]

#### Evolución de la clasificación
Fecha de actualización: 1 de diciembre de 2024
| Equipo / Jornada | 01  | 02  | 03 | 04 | 05 | 06 | 07 | 08 | 09 | 10 | 11 | 12 | 13 | 14 |
| ---------------- | --- | --- | -- | -- | -- | -- | -- | -- | -- | -- | -- | -- | -- | -- |
| Peribán          | 1   | 4   | 5  | 3  | 2  | 3  | 2  | 5  | 3  | 3  | 2  | 2  | 1  | 1  |
| Salamanca        | 12  | 5   | 4  | 4  | 4* | 5* | 5* | 4* | 4* | 1* | 1  | 1  | 2  | 2  |
| Irapuato         | 2   | 1   | 1  | 2  | 1  | 2  | 4  | 3  | 5  | 5  | 3  | 4  | 3  | 3  |
| Gavilanes        | 3   | 2   | 2  | 1  | 3  | 1  | 1  | 1  | 1  | 4  | 4  | 3  | 4  | 4  |
| La Piedad        | 4   | 6   | 7  | 8* | 8* | 6* | 6* | 7* | 6* | 6* | 6  | 7  | 6  | 5  |
| Aguacateros CDU  | 5   | 8   | 8  | 7  | 5  | 4  | 3  | 2  | 2  | 2  | 5  | 5  | 5  | 6  |
| Zacatepec        | 8   | 10  | 10 | 10 | 10 | 9  | 8  | 6  | 7  | 7  | 7  | 6  | 7  | 7  |
| Sp. Canamy       | 10* | 3*  | 3  | 5  | 6  | 7  | 7  | 8  | 9  | 9  | 11 | 9  | 10 | 8  |
| Halcones         | 7   | 11  | 11 | 9* | 9  | 11 | 9  | 9  | 8  | 8  | 9  | 10 | 11 | 9  |
| UAT              | 11  | 9   | 9  | 11 | 11 | 10 | 11 | 11 | 11 | 11 | 8  | 8  | 8  | 10 |
| Lobos ULMX       | 6   | 7   | 6  | 6  | 7  | 8  | 10 | 10 | 10 | 10 | 10 | 11 | 9  | 11 |
| Colima           | 9*  | 12* | 12 | 12 | 12 | 12 | 12 | 12 | 12 | 12 | 12 | 12 | 12 | 12 |

- * Indica la posición del equipo con un partido pendiente.

### Grupo 3
| Pos. | Equipo                   | Pts. | PJ | G | E | P  | GF | GC | Dif. | Clasificación                              |
| ---- | ------------------------ | ---- | -- | - | - | -- | -- | -- | ---- | ------------------------------------------ |
| 1    | Pioneros de Cancún       | 26   | 14 | 6 | 6 | 2  | 23 | 14 | +9   | Cuartos de final de la liguilla de ascenso |
| 2    | Inter Playa              | 26   | 14 | 7 | 4 | 3  | 23 | 16 | +7   | Cuartos de final de la liguilla de ascenso |
| 3    | Faraones de Texcoco      | 24   | 14 | 6 | 4 | 4  | 26 | 20 | +6   |                                            |
| 4    | Jaguares F.C.            | 24   | 14 | 6 | 5 | 3  | 21 | 16 | +5   |                                            |
| 5    | Acatlán F.C.             | 22   | 14 | 5 | 5 | 4  | 23 | 25 | −2   |                                            |
| 6    | Montañeses               | 21   | 14 | 6 | 3 | 5  | 16 | 17 | −1   |                                            |
| 7    | Deportiva Venados        | 18   | 14 | 5 | 3 | 6  | 18 | 21 | −3   |                                            |
| 8    | Racing de Veracruz       | 17   | 14 | 4 | 4 | 6  | 14 | 17 | −3   |                                            |
| 9    | Zitácuaro                | 17   | 14 | 4 | 4 | 6  | 18 | 23 | −5   |                                            |
| 10   | Tapachula Soconusco F.C. | 15   | 14 | 3 | 6 | 5  | 16 | 21 | −5   |                                            |
| 11   | C.D. Chilpancingo        | 12   | 14 | 2 | 5 | 7  | 13 | 21 | −8   |                                            |
| 12   | Atlético Aragón          | 6    | 14 | 1 | 3 | 10 | 5  | 30 | −25  |                                            |

Actualizado a los partidos jugados el 1 de diciembre de 2024.
 Fuente: Liga Premier FMF
Criterios de clasificación: Puntos · Diferencia de goles · Goles a favor · Cociente

#### Evolución de la clasificación
Fecha de actualización: 1 de diciembre de 2024
| Equipo / Jornada | 01 | 02 | 03 | 04  | 05  | 06  | 07  | 08  | 09  | 10  | 11  | 12 | 13 | 14 |
| ---------------- | -- | -- | -- | --- | --- | --- | --- | --- | --- | --- | --- | -- | -- | -- |
| Pioneros         | 3  | 6  | 3  | 1   | 3   | 5   | 5   | 5   | 5   | 2   | 2   | 2  | 1  | 1  |
| Inter Playa      | 2  | 1  | 2  | 2   | 1   | 3   | 1   | 1   | 1   | 1   | 1   | 1  | 2  | 2  |
| Faraones         | 4  | 2  | 5  | 7   | 8   | 6   | 7   | 6   | 4   | 3   | 3   | 5  | 5  | 3  |
| Jaguares         | 1  | 3  | 4  | 3   | 4   | 1   | 3   | 4   | 7   | 4   | 7   | 3  | 3  | 4  |
| Acatlán          | 6  | 7  | 6  | 6*  | 7*  | 8*  | 10* | 10* | 10* | 11* | 9*  | 4  | 4  | 5  |
| Montañeses       | 8  | 4  | 1  | 5   | 2   | 4   | 2   | 3   | 3   | 6   | 8   | 9  | 7  | 6  |
| Dep. Venados     | 10 | 9  | 7  | 8   | 6   | 7   | 6   | 7   | 6   | 7   | 6   | 6  | 6  | 7  |
| Rac. Veracruz    | 11 | 5  | 8  | 4   | 5   | 2   | 4   | 2   | 2   | 5   | 5   | 8  | 8  | 8  |
| Zitácuaro        | 9  | 10 | 9  | 9   | 9   | 9   | 9   | 8   | 8   | 8   | 4   | 7  | 9  | 9  |
| Tapachula        | 5  | 11 | 11 | 12  | 12  | 12  | 12  | 11  | 11  | 10  | 10  | 10 | 10 | 10 |
| Chilpancingo     | 7  | 8  | 10 | 10* | 11* | 10* | 8*  | 9*  | 9*  | 9*  | 11* | 11 | 11 | 11 |
| Aragón           | 12 | 12 | 12 | 11  | 10  | 11  | 11  | 12  | 12  | 12  | 12  | 12 | 12 | 12 |

- * Indica la posición del equipo con un partido pendiente.

## Máximos goleadores
- Datos según la página oficial de la competición.

 Fecha de actualización: 1 de diciembre de 2024
| Pos. | Jugador               | Equipo                  | Goles | Minutos | Frec.       |
| ---- | --------------------- | ----------------------- | ----- | ------- | ----------- |
| 1º   | Edgar Verduzco        | Agricultores de Guasave | 16    | 1113    | 69.56 min.  |
| 2º   | Andrey Andrade        | Real Apodaca            | 13    | 1260    | 96.92 min.  |
| 3º   | Leonardo Herrlein     | Zacatepec               | 10    | 989     | 98.9 min.   |
| 4º   | Diego Armando Núñez   | Petroleros de Salamanca | 9     | 1036    | 115.11 min. |
| 5º   | Klinsman Calderón     | Jaguares F.C.           | 8     | 971     | 121.38 min. |
| 6º   | David García          | Aguacateros de Peribán  | 7     | 1039    | 148.43 min. |
| =    | Dairo Berrio          | Sporting Canamy         | 7     | 1065    | 152.14 min. |
| 8º   | Juan Ornelas          | Petroleros de Salamanca | 6     | 712     | 118.67 min. |
| =    | Pedro Pacheco         | Tecos                   | 6     | 823     | 137.17 min. |
| =    | Carlos Muñoz          | Gavilanes               | 6     | 900     | 150 min.    |
| =    | Christian Martínez    | Inter Playa             | 6     | 1097    | 182.83 min. |
| =    | Daniel Rojas          | Faraones de Texcoco     | 6     | 1098    | 183 min.    |
| =    | Juan Carlos Hernández | UAZ                     | 6     | 1163    | 193.83 min. |
| =    | Brian Zavala          | Tritones Vallarta       | 6     | 1170    | 195 min.    |

## Asistencia
El listado excluye los partidos que fueron disputados a puerta cerrada.
 Fecha de actualización: 1 de diciembre de 2024
| 1       | 24,989  | 1,388 | Jaguares F.C. vs Atlético Aragón (7,800)          | Lobos ULMX vs Aguacateros CDU (80)              |
| 2       | 10,030  | 590   | Faraones de Texcoco vs Pioneros de Cancún (2,500) | Halcones F.C. vs Sporting Canamy (30)           |
| 3       | 21,096  | 1,406 | Jaguares F.C. vs Racing de Veracruz (9,009)       | Leones Negros "B" vs Durango (100)              |
| 4       | 18,592  | 1,162 | C.D. Irapuato vs Lobos ULMX (5,499)               | Mexicali F.C. vs Leones Negros "B" (43)         |
| 5       | 19,468  | 1,082 | Jaguares F.C. vs Inter Playa (10,000)             | Halcones F.C. vs Aguacateros CDU (50)           |
| 6       | 24,540  | 1,363 | Tapachula Soconusco vs Jaguares F.C. (12,040)     | 3 partidos (100)                                |
| 7       | 19,000  | 1,056 | Jaguares F.C. vs Pioneros de Cancún (11,100)      | Sporting Canamy vs Gavilanes (50)               |
| 8       | 16,608  | 923   | C.D. Irapuato vs Halcones F.C. (4,000)            | 2 partidos (50)                                 |
| 9       | 8,728   | 485   | Petroleros de Salamanca vs Irapuato (1,978)       | 5 partidos (100)                                |
| 10      | 33,213  | 1,845 | Irapuato vs La Piedad (10,000)                    | Sporting Canamy vs UAT (60)                     |
| 11      | 11,930  | 702   | Faraones de Texcoco vs Inter Playa (4,500)        | Mexicali F.C. vs Real Apodaca (30)              |
| 12      | 23,623  | 1,312 | Jaguares F.C. vs Lobos ULMX (8,800)               | Mineros de Fresnillo vs Racing de Veracruz (50) |
| 13      | 23,618  | 1,312 | Gavilanes vs Durango (7,000)                      | Mexicali vs Aguacateros CDU (50)                |
| 14      | 31,264  | 1,737 | Jaguares F.C. vs Tapachula Soconusco (13,714)     | 2 partidos (50)                                 |
| Totales | 286,699 | 1,156 | Jaguares F.C. vs Tapachula Soconusco (13,714)     | 2 partidos (30)                                 |

## Liguilla

### Liguilla de Ascenso
|  | Cuartos de final                                                     | Cuartos de final                                                     | Cuartos de final                                                     | Cuartos de final                                                     | Cuartos de final                                                     |   |       | Semifinales                                                    | Semifinales                                                    | Semifinales                                                    | Semifinales                                                    | Semifinales                                                    |  |   | Final                                                          | Final                                                          | Final                                                          | Final                                                          | Final                                                          |  |
|  | 4 y 5 de diciembre de 2024 (ida) 7 y 8 de diciembre de 2024 (vuelta) | 4 y 5 de diciembre de 2024 (ida) 7 y 8 de diciembre de 2024 (vuelta) | 4 y 5 de diciembre de 2024 (ida) 7 y 8 de diciembre de 2024 (vuelta) | 4 y 5 de diciembre de 2024 (ida) 7 y 8 de diciembre de 2024 (vuelta) | 4 y 5 de diciembre de 2024 (ida) 7 y 8 de diciembre de 2024 (vuelta) |   |       | 11 de diciembre de 2024 (ida) 14 de diciembre de 2024 (vuelta) | 11 de diciembre de 2024 (ida) 14 de diciembre de 2024 (vuelta) | 11 de diciembre de 2024 (ida) 14 de diciembre de 2024 (vuelta) | 11 de diciembre de 2024 (ida) 14 de diciembre de 2024 (vuelta) | 11 de diciembre de 2024 (ida) 14 de diciembre de 2024 (vuelta) |  |   | 19 de diciembre de 2024 (ida) 22 de diciembre de 2024 (vuelta) | 19 de diciembre de 2024 (ida) 22 de diciembre de 2024 (vuelta) | 19 de diciembre de 2024 (ida) 22 de diciembre de 2024 (vuelta) | 19 de diciembre de 2024 (ida) 22 de diciembre de 2024 (vuelta) | 19 de diciembre de 2024 (ida) 22 de diciembre de 2024 (vuelta) |  |
|  |                                                                      |                                                                      |                                                                      |                                                                      |                                                                      |   |       |                                                                |                                                                |                                                                |                                                                |                                                                |  |   |                                                                |                                                                |                                                                |                                                                |                                                                |  |
|  |                                                                      |                                                                      |                                                                      |                                                                      |                                                                      |   |       |                                                                |                                                                |                                                                |                                                                |                                                                |  |   |                                                                |                                                                |                                                                |                                                                |                                                                |  |
|  | 1                                                                    | Aguacateros de Peribán                                               |                                                                      |                                                                      |                                                                      |   |       |                                                                |                                                                |                                                                |                                                                |                                                                |  |   |                                                                |                                                                |                                                                |                                                                |                                                                |  |
|  | 1                                                                    | Aguacateros de Peribán                                               |                                                                      |                                                                      |                                                                      |   |       |                                                                |                                                                |                                                                |                                                                |                                                                |  |   |                                                                |                                                                |                                                                |                                                                |                                                                |  |
|  |                                                                      | PASE DIRECTO                                                         |                                                                      |                                                                      |                                                                      |   |       |                                                                |                                                                |                                                                |                                                                |                                                                |  |   |                                                                |                                                                |                                                                |                                                                |                                                                |  |
|  |                                                                      | 1                                                                    | Aguacateros de Peribán (*)                                           | 0                                                                    | 1                                                                    | 1 |       |                                                                |                                                                |                                                                |                                                                |                                                                |  |   |                                                                |                                                                |                                                                |                                                                |                                                                |  |
|  |                                                                      |                                                                      |                                                                      |                                                                      |                                                                      | 1 |       |                                                                |                                                                |                                                                |                                                                |                                                                |  |   |                                                                |                                                                |                                                                |                                                                |                                                                |  |
|  |                                                                      |                                                                      | 6                                                                    | Durango                                                              | 1                                                                    | 0 | 0     |                                                                |                                                                |                                                                |                                                                |                                                                |  |   |                                                                |                                                                |                                                                |                                                                |                                                                |  |
|  | 5                                                                    | UAZ                                                                  | 6                                                                    | Durango                                                              | 1                                                                    | 0 | 0     | 1                                                              | 1                                                              | 2                                                              |                                                                |                                                                |  |   |                                                                |                                                                |                                                                |                                                                |                                                                |  |
|  | 5                                                                    | UAZ                                                                  |                                                                      |                                                                      |                                                                      |   |       |                                                                |                                                                | 2                                                              |                                                                |                                                                |  |   |                                                                |                                                                |                                                                |                                                                |                                                                |  |
|  | 6                                                                    | Durango                                                              | 1                                                                    | 3                                                                    | 4                                                                    |   |       |                                                                |                                                                |                                                                |                                                                |                                                                |  |   |                                                                |                                                                |                                                                |                                                                |                                                                |  |
|  | 6                                                                    | Durango                                                              | 1                                                                    | 3                                                                    | 4                                                                    |   |       |                                                                |                                                                |                                                                |                                                                |                                                                |  | 1 | Aguacateros de Peribán (p)                                     | 0                                                              | 3                                                              | 3 (3)                                                          |                                                                |  |
|  |                                                                      |                                                                      |                                                                      |                                                                      |                                                                      |   |       |                                                                |                                                                |                                                                |                                                                |                                                                |  | 1 | Aguacateros de Peribán (p)                                     | 0                                                              | 3                                                              | 3 (3)                                                          |                                                                |  |
|  |                                                                      |                                                                      | 3                                                                    | Irapuato                                                             | 0                                                                    | 3 | 3 (1) |                                                                |                                                                |                                                                |                                                                |                                                                |  |   |                                                                |                                                                |                                                                |                                                                |                                                                |  |
|  | 3                                                                    | Irapuato (*)                                                         | 3                                                                    | Irapuato                                                             | 0                                                                    | 3 | 3 (1) | 1                                                              | 3                                                              | 4                                                              |                                                                |                                                                |  |   |                                                                |                                                                |                                                                |                                                                |                                                                |  |
|  | 3                                                                    | Irapuato (*)                                                         |                                                                      |                                                                      |                                                                      |   |       |                                                                |                                                                | 4                                                              |                                                                |                                                                |  |   |                                                                |                                                                |                                                                |                                                                |                                                                |  |
|  | 8                                                                    | Inter Playa                                                          | 4                                                                    | 0                                                                    | 4                                                                    |   |       |                                                                |                                                                |                                                                |                                                                |                                                                |  |   |                                                                |                                                                |                                                                |                                                                |                                                                |  |
|  | 8                                                                    | Inter Playa                                                          | 4                                                                    | 0                                                                    | 4                                                                    |   | 3     | Irapuato                                                       | 0                                                              | 3                                                              | 3                                                              |                                                                |  |   |                                                                |                                                                |                                                                |                                                                |                                                                |  |
|  |                                                                      |                                                                      |                                                                      |                                                                      |                                                                      |   | 3     | Irapuato                                                       | 0                                                              | 3                                                              | 3                                                              |                                                                |  |   |                                                                |                                                                |                                                                |                                                                |                                                                |  |
|  |                                                                      |                                                                      | 4                                                                    | Cimarrones de Sonora                                                 | 1                                                                    | 0 | 1     |                                                                |                                                                |                                                                |                                                                |                                                                |  |   |                                                                |                                                                |                                                                |                                                                |                                                                |  |
|  | 4                                                                    | Cimarrones de Sonora (*)                                             | 4                                                                    | Cimarrones de Sonora                                                 | 1                                                                    | 0 | 1     | 0                                                              | 2                                                              | 2                                                              |                                                                |                                                                |  |   |                                                                |                                                                |                                                                |                                                                |                                                                |  |
|  | 4                                                                    | Cimarrones de Sonora (*)                                             |                                                                      |                                                                      |                                                                      |   |       |                                                                |                                                                | 2                                                              |                                                                |                                                                |  |   |                                                                |                                                                |                                                                |                                                                |                                                                |  |
|  | 7                                                                    | Pioneros de Cancún                                                   | 0                                                                    | 2                                                                    | 2                                                                    |   |       |                                                                |                                                                |                                                                |                                                                |                                                                |  |   |                                                                |                                                                |                                                                |                                                                |                                                                |  |
|  | 7                                                                    | Pioneros de Cancún                                                   | 0                                                                    | 2                                                                    | 2                                                                    |   |       |                                                                |                                                                |                                                                |                                                                |                                                                |  |   |                                                                |                                                                |                                                                |                                                                |                                                                |  |
|  |                                                                      |                                                                      |                                                                      |                                                                      |                                                                      |   |       |                                                                |                                                                |                                                                |                                                                |                                                                |  |   |                                                                |                                                                |                                                                |                                                                |                                                                |  |

(*) El equipo avanzó de ronda por su mejor posición en la tabla general 

#### Cuartos de final
| 4 de diciembre de 2024 | Inter Playa                                    | 4:1 (2:0) | Irapuato    | Estadio Mario Villanueva Madrid, Playa del Carmen, Quintana Roo  |                                                                  |
| 19:00 (UTC -5)         | M. Guzmán 45+3', 45+4', 54' · A. Godínez 90+7' | Reporte   | E. Díaz 88' | Asistencia: 3 500 espectadores Árbitro(s): Oscar Guajardo Medina | Asistencia: 3 500 espectadores Árbitro(s): Oscar Guajardo Medina |

| 7 de diciembre de 2024                                                  | Irapuato                         | 3:0 (2:0) (Global 4:4) | Inter Playa | Estadio Juan Nepomuceno López, La Piedad, Michoacán                    |                                                                        |
| 19:00 (UTC -6)                                                          | J. Rangel 19', 35' · E. Díaz 58' | Reporte                |             | Asistencia: 400 espectadores Árbitro(s): Gerardo Yahir Mendoza Sánchez | Asistencia: 400 espectadores Árbitro(s): Gerardo Yahir Mendoza Sánchez |
| Irapuato avanzó a Semifinales por su mejor posición en la tabla general |                                  |                        |             |                                                                        |                                                                        |

| 5 de diciembre de 2024 | Pioneros de Cancún | 0:0     | Cimarrones de Sonora | Estadio Cancún 86, Cancún, Quintana Roo                         |                                                                 |
| 15:30 (UTC -5)         |                    | Reporte |                      | Asistencia: 1 000 espectadores Árbitro(s): Alfredo Huerta López | Asistencia: 1 000 espectadores Árbitro(s): Alfredo Huerta López |

| 8 de diciembre de 2024                                                              | Cimarrones de Sonora            | 2:2 (2:0) (Global 2:2) | Pioneros de Cancún                   | Estadio Héroe de Nacozari, Hermosillo, Sonora                           |                                                                         |
| 19:00 (UTC -7)                                                                      | B. Navarro 32' · J. Payares 36' | Reporte                | J. Hernández 74' · D. González 90+6' | Asistencia: 600 espectadores Árbitro(s): Iván Alberto Salazar Hernández | Asistencia: 600 espectadores Árbitro(s): Iván Alberto Salazar Hernández |
| Cimarrones de Sonora avanzó a Semifinales por su mejor posición en la tabla general |                                 |                        |                                      |                                                                         |                                                                         |

| 4 de diciembre de 2024 | Durango         | 1:1 (0:0) | UAZ            | Estadio Francisco Zarco, Durango, Durango                         |                                                                   |
| 20:00 (UTC -6)         | J. Quintero 90' | Reporte   | C. Jiménez 74' | Asistencia: 3 500 espectadores Árbitro(s): Erick González Miranda | Asistencia: 3 500 espectadores Árbitro(s): Erick González Miranda |

| 7 de diciembre de 2024       | UAZ            | 1:3 (0:2) (Global 2:4) | Durango                                       | Estadio Carlos Vega Villalba, Zacatecas, Zacatecas                           |                                                                              |
| 19:00 (UTC -6)               | D. Villa 90+3' | Reporte                | V. García 2' · W. Mejía 36' · F. Quiñones 71' | Asistencia: 1 500 espectadores Árbitro(s): José Maximiliano Negrete Preciado | Asistencia: 1 500 espectadores Árbitro(s): José Maximiliano Negrete Preciado |
| Durango avanzó a Semifinales |                |                        |                                               |                                                                              |                                                                              |

#### Semifinales
| 11 de diciembre de 2024 | Durango      | 1:0 (0:0) | Aguacateros de Peribán | Estadio Francisco Zarco, Durango, Durango                                    |                                                                              |
| 20:00 (UTC -6)          | I. Reyes 58' | Reporte   |                        | Asistencia: 4 000 espectadores Árbitro(s): José Maximiliano Negrete Preciado | Asistencia: 4 000 espectadores Árbitro(s): José Maximiliano Negrete Preciado |

| 14 de diciembre de 2024                                                            | Aguacateros de Peribán | 1:0 (0:0) (Global 1:1) | Durango | Estadio Municipal de Peribán, Peribán, Michoacán                       |                                                                        |
| 16:00 (UTC -6)                                                                     | D. García 78'          | Reporte                |         | Asistencia: 850 espectadores Árbitro(s): Gerardo Yahir Mendoza Sánchez | Asistencia: 850 espectadores Árbitro(s): Gerardo Yahir Mendoza Sánchez |
| Aguacateros de Peribán avanzó a la Final por su mejor posición en la tabla general |                        |                        |         |                                                                        |                                                                        |

| 11 de diciembre de 2024 | Cimarrones de Sonora | 1:0 (0:0) | Irapuato | Estadio Héroe de Nacozari, Hermosillo, Sonora                           |                                                                         |
| 19:00 (UTC -7)          | E. Solórzano 90+3'   | Reporte   |          | Asistencia: 420 espectadores Árbitro(s): Iván Alberto Salazar Hernández | Asistencia: 420 espectadores Árbitro(s): Iván Alberto Salazar Hernández |

| 14 de noviembre de 2024    | Irapuato                                   | 3:0 (3:0) (Global 3:1) | Cimarrones de Sonora | Estadio Sergio León Chávez, Irapuato, Guanajuato                 |                                                                  |
| 19:00 (UTC -6)             | E. Díaz 25' · C. Santana 37' · J. Ruiz 44' | Reporte                |                      | Asistencia: 10 000 espectadores Árbitro(s): Alfredo Huerta López | Asistencia: 10 000 espectadores Árbitro(s): Alfredo Huerta López |
| Irapuato avanzó a la Final |                                            |                        |                      |                                                                  |                                                                  |

#### Final
| 19 de diciembre de 2024 | Irapuato | 0:0     | Aguacateros de Peribán | Estadio Sergio León Chávez, Irapuato, Guanajuato                           |                                                                            |
| 20:00 (UTC -6)          |          | Reporte |                        | Asistencia: 18 000 espectadores Árbitro(s): Iván Alberto Salazar Hernández | Asistencia: 18 000 espectadores Árbitro(s): Iván Alberto Salazar Hernández |

| 22 de diciembre de 2024                                 | Aguacateros de Peribán                                       | 3:3 (1:1, 1:1) (t. s.)(3:1 p.)(Global 3:3) | Irapuato                                 | Estadio Municipal de Peribán, Peribán, Michoacán                         |                                                                          |
| 12:00 (UTC -6)                                          | J. Gómez 24' · A. Martínez 90+8' · D. García 108'            | Reporte                                    | J. Rangel 8' · J. Lumbreras 85', 115'    | Asistencia: 1 600 espectadores Árbitro(s): Gerardo Yahir Mendoza Sánchez | Asistencia: 1 600 espectadores Árbitro(s): Gerardo Yahir Mendoza Sánchez |
|                                                         |                                                              | Tiros desde el punto penal                 |                                          |                                                                          |                                                                          |
|                                                         | A. Martínez · H. González · J. Cerda · J. Huerta · A. Zamora |                                            | J. Ruiz · L. Vieira · J. Sosa · V. Reyes |                                                                          |                                                                          |
| Aguacateros de Peribán campeón del Torneo Apertura 2024 |                                                              |                                            |                                          |                                                                          |                                                                          |

##### Final - Ida
| 1     | Guardameta     | Gerardo Magaña    |     |
| 3     | Defensa        | Leonardo Chávez   |     |
| 5     | Defensa        | Víctor Reyes      |     |
| 14    | Defensa        | Luis Galicia      | 79' |
| 20    | Defensa        | Manlio Rivera     |     |
| 6     | Centrocampista | Juan Pablo Rangel |     |
| 7     | Centrocampista | Jayson Sosa       | 89' |
| 18    | Centrocampista | Eduardo Díaz      | 79' |
| 19    | Centrocampista | César Santana     | 73' |
| 35    | Centrocampista | Jassiel Ruiz      |     |
| 9     | Delantero      | Ramiro Pelaytay   | 73' |
| D. T. | D. T.          | Víctor Medina     |     |

| 1     | Guardameta     | Jaime Patiño     |     |
| 3     | Defensa        | Antonio Martínez |     |
| 4     | Defensa        | Jair Cerda       |     |
| 5     | Defensa        | Daniel Barajas   |     |
| 19    | Defensa        | Oscar Arredondo  |     |
| 6     | Centrocampista | Héctor González  |     |
| 8     | Centrocampista | Alejandro Zamora |     |
| 10    | Centrocampista | Joel Gómez       | 79' |
| 11    | Centrocampista | Jocsan Landa     |     |
| 15    | Centrocampista | Joseph Simental  |     |
| 9     | Delantero      | David García     |     |
| D. T. | D. T.          | Marco Angulo     |     |

| 27 | Defensa        | Adolfo Reynaga  | 73' |
| 15 | Delantero      | Lucas Vieira    | 73' |
| 43 | Centrocampista | Mario Barajas   | 79' |
| 21 | Centrocampista | Jesús Jiménez   | 79' |
| 11 | Delantero      | Jorge Lumbreras | 89' |

| 7 | Centrocampista | Jovanni Huerta | 79' |

| 50' · 55' | Jayson Sosa Luis Galicia |

| 53' · 82' | Antonio Martínez Alejandro Zamora |

| Principal  | Iván Alberto Salazar Hernández |
| Asistentes | Carlos Gerardo Ortiz Rosas     |
|            | Miguel Raúl Chávez Gutiérrez   |
| Cuarto     | Alfredo Huerta López           |

| 1     | Guardameta     | Gerardo Magaña    |     |
| 3     | Defensa        | Leonardo Chávez   |     |
| 5     | Defensa        | Víctor Reyes      |     |
| 14    | Defensa        | Luis Galicia      | 79' |
| 20    | Defensa        | Manlio Rivera     |     |
| 6     | Centrocampista | Juan Pablo Rangel |     |
| 7     | Centrocampista | Jayson Sosa       | 89' |
| 18    | Centrocampista | Eduardo Díaz      | 79' |
| 19    | Centrocampista | César Santana     | 73' |
| 35    | Centrocampista | Jassiel Ruiz      |     |
| 9     | Delantero      | Ramiro Pelaytay   | 73' |
| D. T. | D. T.          | Víctor Medina     |     |

| 1     | Guardameta     | Jaime Patiño     |     |
| 3     | Defensa        | Antonio Martínez |     |
| 4     | Defensa        | Jair Cerda       |     |
| 5     | Defensa        | Daniel Barajas   |     |
| 19    | Defensa        | Oscar Arredondo  |     |
| 6     | Centrocampista | Héctor González  |     |
| 8     | Centrocampista | Alejandro Zamora |     |
| 10    | Centrocampista | Joel Gómez       | 79' |
| 11    | Centrocampista | Jocsan Landa     |     |
| 15    | Centrocampista | Joseph Simental  |     |
| 9     | Delantero      | David García     |     |
| D. T. | D. T.          | Marco Angulo     |     |

| 27 | Defensa        | Adolfo Reynaga  | 73' |
| 15 | Delantero      | Lucas Vieira    | 73' |
| 43 | Centrocampista | Mario Barajas   | 79' |
| 21 | Centrocampista | Jesús Jiménez   | 79' |
| 11 | Delantero      | Jorge Lumbreras | 89' |

| 7 | Centrocampista | Jovanni Huerta | 79' |

| 50' · 55' | Jayson Sosa Luis Galicia |

| 53' · 82' | Antonio Martínez Alejandro Zamora |

| Principal  | Iván Alberto Salazar Hernández |
| Asistentes | Carlos Gerardo Ortiz Rosas     |
|            | Miguel Raúl Chávez Gutiérrez   |
| Cuarto     | Alfredo Huerta López           |

| 1     | Guardameta     | Gerardo Magaña    |     |
| 3     | Defensa        | Leonardo Chávez   |     |
| 5     | Defensa        | Víctor Reyes      |     |
| 14    | Defensa        | Luis Galicia      | 79' |
| 20    | Defensa        | Manlio Rivera     |     |
| 6     | Centrocampista | Juan Pablo Rangel |     |
| 7     | Centrocampista | Jayson Sosa       | 89' |
| 18    | Centrocampista | Eduardo Díaz      | 79' |
| 19    | Centrocampista | César Santana     | 73' |
| 35    | Centrocampista | Jassiel Ruiz      |     |
| 9     | Delantero      | Ramiro Pelaytay   | 73' |
| D. T. | D. T.          | Víctor Medina     |     |

| 1     | Guardameta     | Jaime Patiño     |     |
| 3     | Defensa        | Antonio Martínez |     |
| 4     | Defensa        | Jair Cerda       |     |
| 5     | Defensa        | Daniel Barajas   |     |
| 19    | Defensa        | Oscar Arredondo  |     |
| 6     | Centrocampista | Héctor González  |     |
| 8     | Centrocampista | Alejandro Zamora |     |
| 10    | Centrocampista | Joel Gómez       | 79' |
| 11    | Centrocampista | Jocsan Landa     |     |
| 15    | Centrocampista | Joseph Simental  |     |
| 9     | Delantero      | David García     |     |
| D. T. | D. T.          | Marco Angulo     |     |

| 27 | Defensa        | Adolfo Reynaga  | 73' |
| 15 | Delantero      | Lucas Vieira    | 73' |
| 43 | Centrocampista | Mario Barajas   | 79' |
| 21 | Centrocampista | Jesús Jiménez   | 79' |
| 11 | Delantero      | Jorge Lumbreras | 89' |

| 7 | Centrocampista | Jovanni Huerta | 79' |

| 50' · 55' | Jayson Sosa Luis Galicia |

| 53' · 82' | Antonio Martínez Alejandro Zamora |

| Principal  | Iván Alberto Salazar Hernández |
| Asistentes | Carlos Gerardo Ortiz Rosas     |
|            | Miguel Raúl Chávez Gutiérrez   |
| Cuarto     | Alfredo Huerta López           |

| 1     | Guardameta     | Gerardo Magaña    |     |
| 3     | Defensa        | Leonardo Chávez   |     |
| 5     | Defensa        | Víctor Reyes      |     |
| 14    | Defensa        | Luis Galicia      | 79' |
| 20    | Defensa        | Manlio Rivera     |     |
| 6     | Centrocampista | Juan Pablo Rangel |     |
| 7     | Centrocampista | Jayson Sosa       | 89' |
| 18    | Centrocampista | Eduardo Díaz      | 79' |
| 19    | Centrocampista | César Santana     | 73' |
| 35    | Centrocampista | Jassiel Ruiz      |     |
| 9     | Delantero      | Ramiro Pelaytay   | 73' |
| D. T. | D. T.          | Víctor Medina     |     |

| 1     | Guardameta     | Jaime Patiño     |     |
| 3     | Defensa        | Antonio Martínez |     |
| 4     | Defensa        | Jair Cerda       |     |
| 5     | Defensa        | Daniel Barajas   |     |
| 19    | Defensa        | Oscar Arredondo  |     |
| 6     | Centrocampista | Héctor González  |     |
| 8     | Centrocampista | Alejandro Zamora |     |
| 10    | Centrocampista | Joel Gómez       | 79' |
| 11    | Centrocampista | Jocsan Landa     |     |
| 15    | Centrocampista | Joseph Simental  |     |
| 9     | Delantero      | David García     |     |
| D. T. | D. T.          | Marco Angulo     |     |

| 27 | Defensa        | Adolfo Reynaga  | 73' |
| 15 | Delantero      | Lucas Vieira    | 73' |
| 43 | Centrocampista | Mario Barajas   | 79' |
| 21 | Centrocampista | Jesús Jiménez   | 79' |
| 11 | Delantero      | Jorge Lumbreras | 89' |

| 7 | Centrocampista | Jovanni Huerta | 79' |

| 50' · 55' | Jayson Sosa Luis Galicia |

| 53' · 82' | Antonio Martínez Alejandro Zamora |

| Principal  | Iván Alberto Salazar Hernández |
| Asistentes | Carlos Gerardo Ortiz Rosas     |
|            | Miguel Raúl Chávez Gutiérrez   |
| Cuarto     | Alfredo Huerta López           |

##### Final - Vuelta
| 1     | Guardameta     | Jaime Patiño     |     |
| 3     | Defensa        | Antonio Martínez |     |
| 4     | Defensa        | Jair Cerda       |     |
| 5     | Defensa        | Daniel Barajas   | 89' |
| 19    | Defensa        | Oscar Arredondo  | 90' |
| 6     | Centrocampista | Héctor González  |     |
| 8     | Centrocampista | Alejandro Zamora |     |
| 10    | Centrocampista | Joel Gómez       | 90' |
| 11    | Centrocampista | Jocsan Landa     | 89' |
| 15    | Centrocampista | Joseph Simental  |     |
| 9     | Delantero      | David García     |     |
| D. T. | D. T.          | Marco Angulo     |     |

| 1     | Guardameta     | Gerardo Magaña    |      |
| 3     | Defensa        | Leonardo Chávez   |      |
| 5     | Defensa        | Víctor Reyes      |      |
| 14    | Defensa        | Luis Galicia      |      |
| 20    | Defensa        | Manlio Rivera     | 113' |
| 6     | Centrocampista | Juan Pablo Rangel | 80'  |
| 7     | Centrocampista | Jayson Sosa       |      |
| 18    | Centrocampista | Eduardo Díaz      | 90'  |
| 19    | Centrocampista | César Santana     | 99'  |
| 35    | Centrocampista | Jassiel Ruiz      |      |
| 9     | Delantero      | Ramiro Pelaytay   | 80'  |
| D. T. | D. T.          | Víctor Medina     |      |

| 7  | Centrocampista | Jocsan Landa      | 89'  |
| 17 | Centrocampista | Fermín Pérez 111' | 89'  |
| 27 | Centrocampista | Cristóbal Méndez  | 90'  |
| 13 | Defensa        | Alberto Rodríguez | 90'  |
| 2  | Defensa        | Luis Váldez       | 111' |

| 43 | Centrocampista | Mario Barajas   | 80'  |
| 11 | Delantero      | Jorge Lumbreras | 80'  |
| 4  | Defensa        | José Ramírez    | 90'  |
| 21 | Centrocampista | Jesús Jiménez   | 99'  |
| 15 | Delantero      | Lucas Vieira    | 113' |

| 24' · 90+8' · 108' | Joel Gómez Antonio Martínez David García | 1:1 2:2 3:2 |

| 8' · 85' · 115' | Juan Pablo Rangel Jorge Lumbreras | 0:1 1:2 3:3 |

| Fallo de penal · Acierto de penal · Fallo de penal · Acierto de penal · Acierto de penal | Antonio Martínez Héctor González Jair Cerda Jovanni Huerta Alejandro Zamora | 0:0 1:1 2:1 3:1 |

| Acierto de penal · Fallo de penal · Fallo de penal · Fallo de penal | Jassiel Ruiz Lucas Vieira Jayson Sosa Víctor Reyes | 0:1 1:1 2:1 |

| 109' · 114' | Jovanni Huerta David García |

| 116' | Jorge Lumbreras |

| 109' | José Díaz (Auxiliar) |

| Principal  | Gerardo Yahir Mendoza Sánchez  |
| Asistentes | Diego Armando Alcalá Castillo  |
|            | Eduardo Aldahir Barriga Castro |
| Cuarto     | Yoel Guzmán Hernández          |

| 1     | Guardameta     | Jaime Patiño     |     |
| 3     | Defensa        | Antonio Martínez |     |
| 4     | Defensa        | Jair Cerda       |     |
| 5     | Defensa        | Daniel Barajas   | 89' |
| 19    | Defensa        | Oscar Arredondo  | 90' |
| 6     | Centrocampista | Héctor González  |     |
| 8     | Centrocampista | Alejandro Zamora |     |
| 10    | Centrocampista | Joel Gómez       | 90' |
| 11    | Centrocampista | Jocsan Landa     | 89' |
| 15    | Centrocampista | Joseph Simental  |     |
| 9     | Delantero      | David García     |     |
| D. T. | D. T.          | Marco Angulo     |     |

| 1     | Guardameta     | Gerardo Magaña    |      |
| 3     | Defensa        | Leonardo Chávez   |      |
| 5     | Defensa        | Víctor Reyes      |      |
| 14    | Defensa        | Luis Galicia      |      |
| 20    | Defensa        | Manlio Rivera     | 113' |
| 6     | Centrocampista | Juan Pablo Rangel | 80'  |
| 7     | Centrocampista | Jayson Sosa       |      |
| 18    | Centrocampista | Eduardo Díaz      | 90'  |
| 19    | Centrocampista | César Santana     | 99'  |
| 35    | Centrocampista | Jassiel Ruiz      |      |
| 9     | Delantero      | Ramiro Pelaytay   | 80'  |
| D. T. | D. T.          | Víctor Medina     |      |

| 7  | Centrocampista | Jocsan Landa      | 89'  |
| 17 | Centrocampista | Fermín Pérez 111' | 89'  |
| 27 | Centrocampista | Cristóbal Méndez  | 90'  |
| 13 | Defensa        | Alberto Rodríguez | 90'  |
| 2  | Defensa        | Luis Váldez       | 111' |

| 43 | Centrocampista | Mario Barajas   | 80'  |
| 11 | Delantero      | Jorge Lumbreras | 80'  |
| 4  | Defensa        | José Ramírez    | 90'  |
| 21 | Centrocampista | Jesús Jiménez   | 99'  |
| 15 | Delantero      | Lucas Vieira    | 113' |

| 24' · 90+8' · 108' | Joel Gómez Antonio Martínez David García | 1:1 2:2 3:2 |

| 8' · 85' · 115' | Juan Pablo Rangel Jorge Lumbreras | 0:1 1:2 3:3 |

| Fallo de penal · Acierto de penal · Fallo de penal · Acierto de penal · Acierto de penal | Antonio Martínez Héctor González Jair Cerda Jovanni Huerta Alejandro Zamora | 0:0 1:1 2:1 3:1 |

| Acierto de penal · Fallo de penal · Fallo de penal · Fallo de penal | Jassiel Ruiz Lucas Vieira Jayson Sosa Víctor Reyes | 0:1 1:1 2:1 |

| 109' · 114' | Jovanni Huerta David García |

| 116' | Jorge Lumbreras |

| 109' | José Díaz (Auxiliar) |

| Principal  | Gerardo Yahir Mendoza Sánchez  |
| Asistentes | Diego Armando Alcalá Castillo  |
|            | Eduardo Aldahir Barriga Castro |
| Cuarto     | Yoel Guzmán Hernández          |

| 1     | Guardameta     | Jaime Patiño     |     |
| 3     | Defensa        | Antonio Martínez |     |
| 4     | Defensa        | Jair Cerda       |     |
| 5     | Defensa        | Daniel Barajas   | 89' |
| 19    | Defensa        | Oscar Arredondo  | 90' |
| 6     | Centrocampista | Héctor González  |     |
| 8     | Centrocampista | Alejandro Zamora |     |
| 10    | Centrocampista | Joel Gómez       | 90' |
| 11    | Centrocampista | Jocsan Landa     | 89' |
| 15    | Centrocampista | Joseph Simental  |     |
| 9     | Delantero      | David García     |     |
| D. T. | D. T.          | Marco Angulo     |     |

| 1     | Guardameta     | Gerardo Magaña    |      |
| 3     | Defensa        | Leonardo Chávez   |      |
| 5     | Defensa        | Víctor Reyes      |      |
| 14    | Defensa        | Luis Galicia      |      |
| 20    | Defensa        | Manlio Rivera     | 113' |
| 6     | Centrocampista | Juan Pablo Rangel | 80'  |
| 7     | Centrocampista | Jayson Sosa       |      |
| 18    | Centrocampista | Eduardo Díaz      | 90'  |
| 19    | Centrocampista | César Santana     | 99'  |
| 35    | Centrocampista | Jassiel Ruiz      |      |
| 9     | Delantero      | Ramiro Pelaytay   | 80'  |
| D. T. | D. T.          | Víctor Medina     |      |

| 7  | Centrocampista | Jocsan Landa      | 89'  |
| 17 | Centrocampista | Fermín Pérez 111' | 89'  |
| 27 | Centrocampista | Cristóbal Méndez  | 90'  |
| 13 | Defensa        | Alberto Rodríguez | 90'  |
| 2  | Defensa        | Luis Váldez       | 111' |

| 43 | Centrocampista | Mario Barajas   | 80'  |
| 11 | Delantero      | Jorge Lumbreras | 80'  |
| 4  | Defensa        | José Ramírez    | 90'  |
| 21 | Centrocampista | Jesús Jiménez   | 99'  |
| 15 | Delantero      | Lucas Vieira    | 113' |

| 24' · 90+8' · 108' | Joel Gómez Antonio Martínez David García | 1:1 2:2 3:2 |

| 8' · 85' · 115' | Juan Pablo Rangel Jorge Lumbreras | 0:1 1:2 3:3 |

| Fallo de penal · Acierto de penal · Fallo de penal · Acierto de penal · Acierto de penal | Antonio Martínez Héctor González Jair Cerda Jovanni Huerta Alejandro Zamora | 0:0 1:1 2:1 3:1 |

| Acierto de penal · Fallo de penal · Fallo de penal · Fallo de penal | Jassiel Ruiz Lucas Vieira Jayson Sosa Víctor Reyes | 0:1 1:1 2:1 |

| 109' · 114' | Jovanni Huerta David García |

| 116' | Jorge Lumbreras |

| 109' | José Díaz (Auxiliar) |

| Principal  | Gerardo Yahir Mendoza Sánchez  |
| Asistentes | Diego Armando Alcalá Castillo  |
|            | Eduardo Aldahir Barriga Castro |
| Cuarto     | Yoel Guzmán Hernández          |

| 1     | Guardameta     | Jaime Patiño     |     |
| 3     | Defensa        | Antonio Martínez |     |
| 4     | Defensa        | Jair Cerda       |     |
| 5     | Defensa        | Daniel Barajas   | 89' |
| 19    | Defensa        | Oscar Arredondo  | 90' |
| 6     | Centrocampista | Héctor González  |     |
| 8     | Centrocampista | Alejandro Zamora |     |
| 10    | Centrocampista | Joel Gómez       | 90' |
| 11    | Centrocampista | Jocsan Landa     | 89' |
| 15    | Centrocampista | Joseph Simental  |     |
| 9     | Delantero      | David García     |     |
| D. T. | D. T.          | Marco Angulo     |     |

| 1     | Guardameta     | Gerardo Magaña    |      |
| 3     | Defensa        | Leonardo Chávez   |      |
| 5     | Defensa        | Víctor Reyes      |      |
| 14    | Defensa        | Luis Galicia      |      |
| 20    | Defensa        | Manlio Rivera     | 113' |
| 6     | Centrocampista | Juan Pablo Rangel | 80'  |
| 7     | Centrocampista | Jayson Sosa       |      |
| 18    | Centrocampista | Eduardo Díaz      | 90'  |
| 19    | Centrocampista | César Santana     | 99'  |
| 35    | Centrocampista | Jassiel Ruiz      |      |
| 9     | Delantero      | Ramiro Pelaytay   | 80'  |
| D. T. | D. T.          | Víctor Medina     |      |

| 7  | Centrocampista | Jocsan Landa      | 89'  |
| 17 | Centrocampista | Fermín Pérez 111' | 89'  |
| 27 | Centrocampista | Cristóbal Méndez  | 90'  |
| 13 | Defensa        | Alberto Rodríguez | 90'  |
| 2  | Defensa        | Luis Váldez       | 111' |

| 43 | Centrocampista | Mario Barajas   | 80'  |
| 11 | Delantero      | Jorge Lumbreras | 80'  |
| 4  | Defensa        | José Ramírez    | 90'  |
| 21 | Centrocampista | Jesús Jiménez   | 99'  |
| 15 | Delantero      | Lucas Vieira    | 113' |

| 24' · 90+8' · 108' | Joel Gómez Antonio Martínez David García | 1:1 2:2 3:2 |

| 8' · 85' · 115' | Juan Pablo Rangel Jorge Lumbreras | 0:1 1:2 3:3 |

| Fallo de penal · Acierto de penal · Fallo de penal · Acierto de penal · Acierto de penal | Antonio Martínez Héctor González Jair Cerda Jovanni Huerta Alejandro Zamora | 0:0 1:1 2:1 3:1 |

| Acierto de penal · Fallo de penal · Fallo de penal · Fallo de penal | Jassiel Ruiz Lucas Vieira Jayson Sosa Víctor Reyes | 0:1 1:1 2:1 |

| 109' · 114' | Jovanni Huerta David García |

| 116' | Jorge Lumbreras |

| 109' | José Díaz (Auxiliar) |

| Principal  | Gerardo Yahir Mendoza Sánchez  |
| Asistentes | Diego Armando Alcalá Castillo  |
|            | Eduardo Aldahir Barriga Castro |
| Cuarto     | Yoel Guzmán Hernández          |

| Campeón Apertura 2024  |
| ---------------------- |
|                        |
| Aguacateros de Peribán |
| 1º Título              |

### Liguilla de Filiales
|  | Semifinales                                                  | Semifinales                                                  | Semifinales                                                  | Semifinales                                                  |   |       | Final                                                          | Final                                                          | Final                                                          | Final                                                          |  |
|  | 4 de diciembre de 2024 (ida) 7 de diciembre de 2024 (vuelta) | 4 de diciembre de 2024 (ida) 7 de diciembre de 2024 (vuelta) | 4 de diciembre de 2024 (ida) 7 de diciembre de 2024 (vuelta) | 4 de diciembre de 2024 (ida) 7 de diciembre de 2024 (vuelta) |   |       | 11 de diciembre de 2024 (ida) 14 de diciembre de 2024 (vuelta) | 11 de diciembre de 2024 (ida) 14 de diciembre de 2024 (vuelta) | 11 de diciembre de 2024 (ida) 14 de diciembre de 2024 (vuelta) | 11 de diciembre de 2024 (ida) 14 de diciembre de 2024 (vuelta) |  |
|  |                                                              |                                                              |                                                              |                                                              |   |       |                                                                |                                                                |                                                                |                                                                |  |
|  |                                                              |                                                              |                                                              |                                                              |   |       |                                                                |                                                                |                                                                |                                                                |  |
|  | 1                                                            | Leones Negros "B"                                            | 1                                                            | 3                                                            |   |       |                                                                |                                                                |                                                                |                                                                |  |
|  | 1                                                            | Leones Negros "B"                                            | 1                                                            | 3                                                            |   |       |                                                                |                                                                |                                                                |                                                                |  |
|  | 4                                                            | UAT                                                          | 0                                                            | 0                                                            |   |       |                                                                |                                                                |                                                                |                                                                |  |
|  | 4                                                            | UAT                                                          | 0                                                            | 0                                                            |   | 1     | Leones Negros "B"                                              | 1                                                              | 1 (3)                                                          |                                                                |  |
|  |                                                              |                                                              |                                                              |                                                              |   | 1     | Leones Negros "B"                                              | 1                                                              | 1 (3)                                                          |                                                                |  |
|  |                                                              |                                                              | 2                                                            | Aguacateros CDU (p)                                          | 1 | 1 (4) |                                                                |                                                                |                                                                |                                                                |  |
|  | 2                                                            | Aguacateros CDU                                              | 2                                                            | Aguacateros CDU (p)                                          | 1 | 1 (4) | 1                                                              | 3                                                              |                                                                |                                                                |  |
|  | 2                                                            | Aguacateros CDU                                              |                                                              |                                                              |   |       | 1                                                              | 3                                                              |                                                                |                                                                |  |
|  | 3                                                            | Lobos ULMX                                                   | 0                                                            | 2                                                            |   |       |                                                                |                                                                |                                                                |                                                                |  |
|  | 3                                                            | Lobos ULMX                                                   | 0                                                            | 2                                                            |   |       |                                                                |                                                                |                                                                |                                                                |  |
|  |                                                              |                                                              |                                                              |                                                              |   |       |                                                                |                                                                |                                                                |                                                                |  |

#### Semifinales
| 4 de diciembre de 2024 | UAT | 0:1 (0:1) | Leones Negros "B" | Estadio Prof. Eugenio Alvizo Porras, Ciudad Victoria, Tamaulipas    |                                                                     |
| 10:00 (UTC -6)         |     | Reporte   | K. Madrigal 42'   | Asistencia: 200 espectadores Árbitro(s): Carlos Iván Trejo Saldívar | Asistencia: 200 espectadores Árbitro(s): Carlos Iván Trejo Saldívar |

| 7 de diciembre de 2024                          | Leones Negros "B"                              | 3:0 (1:0) (Global 4:0) | UAT | Club Deportivo La Primavera U. de G., Zapopan, Jalisco          |                                                                 |
| 11:00 (UTC -6)                                  | A. Hernández 4' · D. Muñoz 55' · D. Torres 90' | Reporte                |     | Asistencia: 150 espectadores Árbitro(s): Ignacio Góngora García | Asistencia: 150 espectadores Árbitro(s): Ignacio Góngora García |
| Leones Negros "B" avanzó a la Final de Filiales |                                                |                        |     |                                                                 |                                                                 |

| 4 de diciembre de 2024 | Lobos ULMX | 0:1 (0:1) | Aguacateros CDU | Estadio Miguel Alemán Valdés, Celaya, Guanajuato                         |                                                                          |
| 18:00 (UTC -6)         |            | Reporte   | C. Molina 42'   | Asistencia: 250 espectadores Árbitro(s): Jorge Alfonso Resendiz Espinoza | Asistencia: 250 espectadores Árbitro(s): Jorge Alfonso Resendiz Espinoza |

| 7 de diciembre de 2024                        | Aguacateros CDU                  | 3:2 (2:2) (Global 4:2) | Lobos ULMX         | Unidad Deportiva Hermanos López Rayón, Uruapan, Michoacán                 |                                                                           |
| 15:30 (UTC -6)                                | J. Pahua 5' · D. Chávez 28', 71' | Reporte                | G. Ledezma 8', 44' | Asistencia: 800 espectadores Árbitro(s): Fernando Alexis Portillo Botello | Asistencia: 800 espectadores Árbitro(s): Fernando Alexis Portillo Botello |
| Aguacateros CDU avanzó a la Final de Filiales |                                  |                        |                    |                                                                           |                                                                           |

#### Final
| 11 de diciembre de 2024 | Aguacateros CDU | 1:1 (0:1) | Leones Negros "B" | Unidad Deportiva Hermanos López Rayón, Uruapan, Michoacán         |                                                                   |
| 15:30 (UTC -6)          | S. Flores 46'   | Reporte   | A. Hernández 45'  | Asistencia: 2 000 espectadores Árbitro(s): Ignacio Góngora García | Asistencia: 2 000 espectadores Árbitro(s): Ignacio Góngora García |

| 14 de diciembre de 2024                                      | Leones Negros "B" | 1:1 (0:0, 0:0) (t. s.)(3:4 p.) | Aguacateros CDU | Club Deportivo La Primavera U. de G., Zapopan, Jalisco              |                                                                     |
| 11:00 (UTC -6)                                               | A. Becerra 59'    | Reporte                        | E. Sánchez 69'  | Asistencia: 300 espectadores Árbitro(s): Carlos Iván Trejo Saldívar | Asistencia: 300 espectadores Árbitro(s): Carlos Iván Trejo Saldívar |
| Aguacateros CDU campeón de Filiales del Torneo Apertura 2024 |                   |                                |                 |                                                                     |                                                                     |

##### Final - Ida
| 113   | Guardameta     | Bryan González    |     |
| 94    | Defensa        | Edgar Sánchez     |     |
| 100   | Defensa        | Uriem Castrejón   |     |
| 106   | Defensa        | Cristopher Molina |     |
| 81    | Centrocampista | José Pahua        | 79' |
| 88    | Centrocampista | Joseph Zepeda     |     |
| 89    | Centrocampista | Alejandro Anzar   |     |
| 108   | Centrocampista | Salvador Flores   | 72' |
| 117   | Centrocampista | Abel Muñoz        | 72' |
| 114   | Delantero      | Diego Chávez      |     |
| 115   | Delantero      | Hugo Ávila        |     |
| D. T. | D. T.          | Edgar Tolentino   |     |

| 107   | Guardameta     | Sebastián Martín  |     |
| 83    | Defensa        | Luis Flores       |     |
| 98    | Defensa        | Andrés Becerra    |     |
| 108   | Defensa        | Olaf González     |     |
| 81    | Centrocampista | Kevin Madrigal    |     |
| 88    | Centrocampista | Denilson Muñoz    |     |
| 95    | Centrocampista | Emiliano Alvarado |     |
| 106   | Centrocampista | Mauro Valenzuela  |     |
| 85    | Delantero      | Arturo Hernández  | 88' |
| 93    | Delantero      | Farid Morales     | 45' |
| 156   | Delantero      | Eddison Navarro   | 56' |
| D. T. | D. T.          | Ricardo Jiménez   |     |

| 116 | Delantero      | Manuel Guzmán   | 72' |
| 97  | Centrocampista | Miguel Morice   | 72' |
| 169 | Centrocampista | Cristian Castro | 79' |

| 104 | Centrocampista | Daniel Torres    | 45' |
| 86  | Centrocampista | Giovanny Herrera | 56' |
| 84  | Delantero      | Tenoch Barba     | 88' |

| 46' | Salvador Flores | 1:1 |

| 45' | Arturo Hernández | 0:1 |

| 19' · 33' | Uriem Castrejón Salvador Flores |

| 22' · 57' | Andrés Becerra Giovanny Herrera |

| 85' | Hugo Ávila |

| 82' | Giovanny Herrera |

| Principal  | Ignacio Góngora García         |
| Asistentes | David Ezequiel Chua Salas      |
|            | Miguel Ángel Martínez Acosta   |
| Cuarto     | Edson Enrique Castañón Ramírez |

| 113   | Guardameta     | Bryan González    |     |
| 94    | Defensa        | Edgar Sánchez     |     |
| 100   | Defensa        | Uriem Castrejón   |     |
| 106   | Defensa        | Cristopher Molina |     |
| 81    | Centrocampista | José Pahua        | 79' |
| 88    | Centrocampista | Joseph Zepeda     |     |
| 89    | Centrocampista | Alejandro Anzar   |     |
| 108   | Centrocampista | Salvador Flores   | 72' |
| 117   | Centrocampista | Abel Muñoz        | 72' |
| 114   | Delantero      | Diego Chávez      |     |
| 115   | Delantero      | Hugo Ávila        |     |
| D. T. | D. T.          | Edgar Tolentino   |     |

| 107   | Guardameta     | Sebastián Martín  |     |
| 83    | Defensa        | Luis Flores       |     |
| 98    | Defensa        | Andrés Becerra    |     |
| 108   | Defensa        | Olaf González     |     |
| 81    | Centrocampista | Kevin Madrigal    |     |
| 88    | Centrocampista | Denilson Muñoz    |     |
| 95    | Centrocampista | Emiliano Alvarado |     |
| 106   | Centrocampista | Mauro Valenzuela  |     |
| 85    | Delantero      | Arturo Hernández  | 88' |
| 93    | Delantero      | Farid Morales     | 45' |
| 156   | Delantero      | Eddison Navarro   | 56' |
| D. T. | D. T.          | Ricardo Jiménez   |     |

| 116 | Delantero      | Manuel Guzmán   | 72' |
| 97  | Centrocampista | Miguel Morice   | 72' |
| 169 | Centrocampista | Cristian Castro | 79' |

| 104 | Centrocampista | Daniel Torres    | 45' |
| 86  | Centrocampista | Giovanny Herrera | 56' |
| 84  | Delantero      | Tenoch Barba     | 88' |

| 46' | Salvador Flores | 1:1 |

| 45' | Arturo Hernández | 0:1 |

| 19' · 33' | Uriem Castrejón Salvador Flores |

| 22' · 57' | Andrés Becerra Giovanny Herrera |

| 85' | Hugo Ávila |

| 82' | Giovanny Herrera |

| Principal  | Ignacio Góngora García         |
| Asistentes | David Ezequiel Chua Salas      |
|            | Miguel Ángel Martínez Acosta   |
| Cuarto     | Edson Enrique Castañón Ramírez |

| 113   | Guardameta     | Bryan González    |     |
| 94    | Defensa        | Edgar Sánchez     |     |
| 100   | Defensa        | Uriem Castrejón   |     |
| 106   | Defensa        | Cristopher Molina |     |
| 81    | Centrocampista | José Pahua        | 79' |
| 88    | Centrocampista | Joseph Zepeda     |     |
| 89    | Centrocampista | Alejandro Anzar   |     |
| 108   | Centrocampista | Salvador Flores   | 72' |
| 117   | Centrocampista | Abel Muñoz        | 72' |
| 114   | Delantero      | Diego Chávez      |     |
| 115   | Delantero      | Hugo Ávila        |     |
| D. T. | D. T.          | Edgar Tolentino   |     |

| 107   | Guardameta     | Sebastián Martín  |     |
| 83    | Defensa        | Luis Flores       |     |
| 98    | Defensa        | Andrés Becerra    |     |
| 108   | Defensa        | Olaf González     |     |
| 81    | Centrocampista | Kevin Madrigal    |     |
| 88    | Centrocampista | Denilson Muñoz    |     |
| 95    | Centrocampista | Emiliano Alvarado |     |
| 106   | Centrocampista | Mauro Valenzuela  |     |
| 85    | Delantero      | Arturo Hernández  | 88' |
| 93    | Delantero      | Farid Morales     | 45' |
| 156   | Delantero      | Eddison Navarro   | 56' |
| D. T. | D. T.          | Ricardo Jiménez   |     |

| 116 | Delantero      | Manuel Guzmán   | 72' |
| 97  | Centrocampista | Miguel Morice   | 72' |
| 169 | Centrocampista | Cristian Castro | 79' |

| 104 | Centrocampista | Daniel Torres    | 45' |
| 86  | Centrocampista | Giovanny Herrera | 56' |
| 84  | Delantero      | Tenoch Barba     | 88' |

| 46' | Salvador Flores | 1:1 |

| 45' | Arturo Hernández | 0:1 |

| 19' · 33' | Uriem Castrejón Salvador Flores |

| 22' · 57' | Andrés Becerra Giovanny Herrera |

| 85' | Hugo Ávila |

| 82' | Giovanny Herrera |

| Principal  | Ignacio Góngora García         |
| Asistentes | David Ezequiel Chua Salas      |
|            | Miguel Ángel Martínez Acosta   |
| Cuarto     | Edson Enrique Castañón Ramírez |

| 113   | Guardameta     | Bryan González    |     |
| 94    | Defensa        | Edgar Sánchez     |     |
| 100   | Defensa        | Uriem Castrejón   |     |
| 106   | Defensa        | Cristopher Molina |     |
| 81    | Centrocampista | José Pahua        | 79' |
| 88    | Centrocampista | Joseph Zepeda     |     |
| 89    | Centrocampista | Alejandro Anzar   |     |
| 108   | Centrocampista | Salvador Flores   | 72' |
| 117   | Centrocampista | Abel Muñoz        | 72' |
| 114   | Delantero      | Diego Chávez      |     |
| 115   | Delantero      | Hugo Ávila        |     |
| D. T. | D. T.          | Edgar Tolentino   |     |

| 107   | Guardameta     | Sebastián Martín  |     |
| 83    | Defensa        | Luis Flores       |     |
| 98    | Defensa        | Andrés Becerra    |     |
| 108   | Defensa        | Olaf González     |     |
| 81    | Centrocampista | Kevin Madrigal    |     |
| 88    | Centrocampista | Denilson Muñoz    |     |
| 95    | Centrocampista | Emiliano Alvarado |     |
| 106   | Centrocampista | Mauro Valenzuela  |     |
| 85    | Delantero      | Arturo Hernández  | 88' |
| 93    | Delantero      | Farid Morales     | 45' |
| 156   | Delantero      | Eddison Navarro   | 56' |
| D. T. | D. T.          | Ricardo Jiménez   |     |

| 116 | Delantero      | Manuel Guzmán   | 72' |
| 97  | Centrocampista | Miguel Morice   | 72' |
| 169 | Centrocampista | Cristian Castro | 79' |

| 104 | Centrocampista | Daniel Torres    | 45' |
| 86  | Centrocampista | Giovanny Herrera | 56' |
| 84  | Delantero      | Tenoch Barba     | 88' |

| 46' | Salvador Flores | 1:1 |

| 45' | Arturo Hernández | 0:1 |

| 19' · 33' | Uriem Castrejón Salvador Flores |

| 22' · 57' | Andrés Becerra Giovanny Herrera |

| 85' | Hugo Ávila |

| 82' | Giovanny Herrera |

| Principal  | Ignacio Góngora García         |
| Asistentes | David Ezequiel Chua Salas      |
|            | Miguel Ángel Martínez Acosta   |
| Cuarto     | Edson Enrique Castañón Ramírez |

##### Final - Vuelta
| 107   | Guardameta     | Sebastián Martín  |      |
| 83    | Defensa        | Luis Flores       |      |
| 98    | Defensa        | Andrés Becerra    | 95'  |
| 108   | Defensa        | Olaf González     |      |
| 81    | Centrocampista | Kevin Madrigal    | 113' |
| 88    | Centrocampista | Denilson Muñoz    |      |
| 95    | Centrocampista | Emiliano Alvarado |      |
| 104   | Centrocampista | Daniel Torres     | 61'  |
| 106   | Centrocampista | Mauro Valenzuela  |      |
| 85    | Delantero      | Arturo Hernández  | 95'  |
| 156   | Delantero      | Eddison Navarro   | 72'  |
| D. T. | D. T.          | Ricardo Jiménez   |      |

| 113   | Guardameta     | Bryan González  | 90' |
| 93    | Defensa        | Gael Moreno     |     |
| 94    | Defensa        | Edgar Sánchez   |     |
| 100   | Defensa        | Uriem Castrejón |     |
| 99    | Defensa        | Paulo Romero    |     |
| 81    | Centrocampista | José Pahua      | 72' |
| 88    | Centrocampista | Joseph Zepeda   |     |
| 89    | Centrocampista | Alejandro Anzar |     |
| 97    | Centrocampista | Miguel Morice   | 56' |
| 108   | Delantero      | Salvador Flores | 72' |
| 114   | Delantero      | Diego Chávez    | 90' |
| D. T. | D. T.          | Edgar Tolentino |     |

| 84  | Delantero      | Tenoch Barba    | 61'  |
| 93  | Delantero      | Farid Morales   | 72'  |
| 97  | Defensa        | Karol Valdivia  | 95'  |
| 92  | Defensa        | Braulio Jiménez | 95'  |
| 102 | Centrocampista | Joseph Silva    | 113' |

| 170 | Centrocampista | Mauro Nambo       | 56' |
| 116 | Delantero      | Manuel Guzmán     | 72' |
| 160 | Centrocampista | Cristian Castro   | 72' |
| 117 | Centrocampista | Abel Muñoz        | 90' |
| 34  | Guardameta     | Leonardo González | 90' |

| 59' | Andrés Becerra | 1:0 |

| 69' | Edgar Sánchez | 1:1 |

| 42' | Edgar Sánchez |

| Principal  | Carlos Iván Trejo Saldívar       |
| Asistentes | Raúl Cardoso Dotor               |
|            | José Guadalupe Morfín Verduzco   |
| Cuarto     | Fernando Alexis Portillo Botello |

| 107   | Guardameta     | Sebastián Martín  |      |
| 83    | Defensa        | Luis Flores       |      |
| 98    | Defensa        | Andrés Becerra    | 95'  |
| 108   | Defensa        | Olaf González     |      |
| 81    | Centrocampista | Kevin Madrigal    | 113' |
| 88    | Centrocampista | Denilson Muñoz    |      |
| 95    | Centrocampista | Emiliano Alvarado |      |
| 104   | Centrocampista | Daniel Torres     | 61'  |
| 106   | Centrocampista | Mauro Valenzuela  |      |
| 85    | Delantero      | Arturo Hernández  | 95'  |
| 156   | Delantero      | Eddison Navarro   | 72'  |
| D. T. | D. T.          | Ricardo Jiménez   |      |

| 113   | Guardameta     | Bryan González  | 90' |
| 93    | Defensa        | Gael Moreno     |     |
| 94    | Defensa        | Edgar Sánchez   |     |
| 100   | Defensa        | Uriem Castrejón |     |
| 99    | Defensa        | Paulo Romero    |     |
| 81    | Centrocampista | José Pahua      | 72' |
| 88    | Centrocampista | Joseph Zepeda   |     |
| 89    | Centrocampista | Alejandro Anzar |     |
| 97    | Centrocampista | Miguel Morice   | 56' |
| 108   | Delantero      | Salvador Flores | 72' |
| 114   | Delantero      | Diego Chávez    | 90' |
| D. T. | D. T.          | Edgar Tolentino |     |

| 84  | Delantero      | Tenoch Barba    | 61'  |
| 93  | Delantero      | Farid Morales   | 72'  |
| 97  | Defensa        | Karol Valdivia  | 95'  |
| 92  | Defensa        | Braulio Jiménez | 95'  |
| 102 | Centrocampista | Joseph Silva    | 113' |

| 170 | Centrocampista | Mauro Nambo       | 56' |
| 116 | Delantero      | Manuel Guzmán     | 72' |
| 160 | Centrocampista | Cristian Castro   | 72' |
| 117 | Centrocampista | Abel Muñoz        | 90' |
| 34  | Guardameta     | Leonardo González | 90' |

| 59' | Andrés Becerra | 1:0 |

| 69' | Edgar Sánchez | 1:1 |

| 42' | Edgar Sánchez |

| Principal  | Carlos Iván Trejo Saldívar       |
| Asistentes | Raúl Cardoso Dotor               |
|            | José Guadalupe Morfín Verduzco   |
| Cuarto     | Fernando Alexis Portillo Botello |

| 107   | Guardameta     | Sebastián Martín  |      |
| 83    | Defensa        | Luis Flores       |      |
| 98    | Defensa        | Andrés Becerra    | 95'  |
| 108   | Defensa        | Olaf González     |      |
| 81    | Centrocampista | Kevin Madrigal    | 113' |
| 88    | Centrocampista | Denilson Muñoz    |      |
| 95    | Centrocampista | Emiliano Alvarado |      |
| 104   | Centrocampista | Daniel Torres     | 61'  |
| 106   | Centrocampista | Mauro Valenzuela  |      |
| 85    | Delantero      | Arturo Hernández  | 95'  |
| 156   | Delantero      | Eddison Navarro   | 72'  |
| D. T. | D. T.          | Ricardo Jiménez   |      |

| 113   | Guardameta     | Bryan González  | 90' |
| 93    | Defensa        | Gael Moreno     |     |
| 94    | Defensa        | Edgar Sánchez   |     |
| 100   | Defensa        | Uriem Castrejón |     |
| 99    | Defensa        | Paulo Romero    |     |
| 81    | Centrocampista | José Pahua      | 72' |
| 88    | Centrocampista | Joseph Zepeda   |     |
| 89    | Centrocampista | Alejandro Anzar |     |
| 97    | Centrocampista | Miguel Morice   | 56' |
| 108   | Delantero      | Salvador Flores | 72' |
| 114   | Delantero      | Diego Chávez    | 90' |
| D. T. | D. T.          | Edgar Tolentino |     |

| 84  | Delantero      | Tenoch Barba    | 61'  |
| 93  | Delantero      | Farid Morales   | 72'  |
| 97  | Defensa        | Karol Valdivia  | 95'  |
| 92  | Defensa        | Braulio Jiménez | 95'  |
| 102 | Centrocampista | Joseph Silva    | 113' |

| 170 | Centrocampista | Mauro Nambo       | 56' |
| 116 | Delantero      | Manuel Guzmán     | 72' |
| 160 | Centrocampista | Cristian Castro   | 72' |
| 117 | Centrocampista | Abel Muñoz        | 90' |
| 34  | Guardameta     | Leonardo González | 90' |

| 59' | Andrés Becerra | 1:0 |

| 69' | Edgar Sánchez | 1:1 |

| 42' | Edgar Sánchez |

| Principal  | Carlos Iván Trejo Saldívar       |
| Asistentes | Raúl Cardoso Dotor               |
|            | José Guadalupe Morfín Verduzco   |
| Cuarto     | Fernando Alexis Portillo Botello |

| 107   | Guardameta     | Sebastián Martín  |      |
| 83    | Defensa        | Luis Flores       |      |
| 98    | Defensa        | Andrés Becerra    | 95'  |
| 108   | Defensa        | Olaf González     |      |
| 81    | Centrocampista | Kevin Madrigal    | 113' |
| 88    | Centrocampista | Denilson Muñoz    |      |
| 95    | Centrocampista | Emiliano Alvarado |      |
| 104   | Centrocampista | Daniel Torres     | 61'  |
| 106   | Centrocampista | Mauro Valenzuela  |      |
| 85    | Delantero      | Arturo Hernández  | 95'  |
| 156   | Delantero      | Eddison Navarro   | 72'  |
| D. T. | D. T.          | Ricardo Jiménez   |      |

| 113   | Guardameta     | Bryan González  | 90' |
| 93    | Defensa        | Gael Moreno     |     |
| 94    | Defensa        | Edgar Sánchez   |     |
| 100   | Defensa        | Uriem Castrejón |     |
| 99    | Defensa        | Paulo Romero    |     |
| 81    | Centrocampista | José Pahua      | 72' |
| 88    | Centrocampista | Joseph Zepeda   |     |
| 89    | Centrocampista | Alejandro Anzar |     |
| 97    | Centrocampista | Miguel Morice   | 56' |
| 108   | Delantero      | Salvador Flores | 72' |
| 114   | Delantero      | Diego Chávez    | 90' |
| D. T. | D. T.          | Edgar Tolentino |     |

| 84  | Delantero      | Tenoch Barba    | 61'  |
| 93  | Delantero      | Farid Morales   | 72'  |
| 97  | Defensa        | Karol Valdivia  | 95'  |
| 92  | Defensa        | Braulio Jiménez | 95'  |
| 102 | Centrocampista | Joseph Silva    | 113' |

| 170 | Centrocampista | Mauro Nambo       | 56' |
| 116 | Delantero      | Manuel Guzmán     | 72' |
| 160 | Centrocampista | Cristian Castro   | 72' |
| 117 | Centrocampista | Abel Muñoz        | 90' |
| 34  | Guardameta     | Leonardo González | 90' |

| 59' | Andrés Becerra | 1:0 |

| 69' | Edgar Sánchez | 1:1 |

| 42' | Edgar Sánchez |

| Principal  | Carlos Iván Trejo Saldívar       |
| Asistentes | Raúl Cardoso Dotor               |
|            | José Guadalupe Morfín Verduzco   |
| Cuarto     | Fernando Alexis Portillo Botello |

| Campeón Apertura 2024 (Filiales) |
| -------------------------------- |
|                                  |
| Aguacateros CDU                  |
| 1º título                        |

## Tabla de Cocientes
- La tabla de cocientes es el mecanismo utilizado para determinar el orden en la celebración de los partidos por el ascenso de categoría, y en algunas ocasiones para determinar los enfrentamientos en la liguilla.[42] Además, es la herramienta establecida para definir los descensos de categoría cuando estos se encuentran estipulados para la temporada.[42]

- Datos según la página oficial[42]

 Fecha de actualización: 1 de diciembre de 2024
| Posición | Equipo                   | Puntos | Juegos | Cociente | Diferencia |
| -------- | ------------------------ | ------ | ------ | -------- | ---------- |
| 1        | Aguacateros de Peribán   | 37     | 14     | 2.643    | 23         |
| 2        | Petroleros de Salamanca  | 34     | 14     | 2.429    | 16         |
| 3        | Irapuato                 | 33     | 14     | 2.357    | 10         |
| 4        | Gavilanes                | 32     | 14     | 2.286    | 14         |
| 5        | Cimarrones de Sonora     | 31     | 14     | 2.214    | 12         |
| 6        | UAZ                      | 29     | 14     | 2.071    | 10         |
| 7        | La Piedad                | 27     | 14     | 1.929    | 13         |
| 8        | Durango                  | 26     | 14     | 1.857    | 10         |
| 9        | Pioneros de Cancún       | 26     | 14     | 1.857    | 9          |
| 10       | Inter Playa              | 26     | 14     | 1.857    | 7          |
| 11       | Leones Negros "B"        | 26     | 14     | 1.857    | 7          |
| 12       | Tigres de Álica          | 25     | 14     | 1.786    | 7          |
| 13       | Faraones de Texcoco      | 24     | 14     | 1.714    | 6          |
| 14       | Jaguares F.C.            | 24     | 14     | 1.714    | 5          |
| 15       | Real Apodaca             | 24     | 14     | 1.714    | -1         |
| 16       | Aguacateros CDU          | 24     | 14     | 1.714    | -1         |
| 17       | Tecos                    | 23     | 14     | 1.643    | 3          |
| 18       | Tritones Vallarta        | 23     | 14     | 1.643    | 1          |
| 19       | Acatlán F.C.             | 22     | 14     | 1.571    | -2         |
| 20       | Zacatepec                | 21     | 14     | 1.500    | 2          |
| 21       | Montañeses               | 21     | 14     | 1.500    | 1          |
| 22       | Agricultores de Guasave  | 20     | 14     | 1.429    | 2          |
| 23       | Deportiva Venados        | 18     | 14     | 1.286    | -3         |
| 24       | Racing de Veracruz       | 17     | 14     | 1.214    | -3         |
| 25       | Zitácuaro                | 17     | 14     | 1.214    | -5         |
| 26       | Tapachula Soconusco F.C. | 15     | 14     | 1.071    | -5         |
| 27       | Los Cabos United         | 13     | 14     | 0.929    | -17        |
| 28       | Sporting Canamy          | 12     | 14     | 0.857    | -6         |
| 29       | C.D. Chilpancingo        | 12     | 14     | 0.857    | -8         |
| 30       | Halcones F.C.            | 11     | 14     | 0.786    | -8         |
| 31       | Lobos ULMX               | 11     | 14     | 0.786    | -9         |
| 32       | UAT                      | 11     | 14     | 0.786    | -18        |
| 33       | Mineros de Fresnillo     | 9      | 14     | 0.643    | -4         |
| 34       | Mexicali F.C.            | 6      | 14     | 0.429    | -20        |
| 35       | Atlético Aragón          | 6      | 14     | 0.429    | -25        |
| 36       | Colima F.C.              | 3      | 14     | 0.214    | -23        |